# État-providence
Pour les articles homonymes, voir État (homonymie) et Providence.
« État social » redirige ici. Pour le régime politique aussi appelé État socialiste, voir État communiste.
L'État-providence, ou État social, est une forme de politique adoptée par certains États qui se dotent de larges compétences réglementaires, économiques et sociales en vue d'assurer une panoplie plus ou moins étendue de dépenses sociales au bénéfice de leurs citoyens. L'élément central de l'État-providence sont les assurances sociales qui résultent d'une socialisation des risques au travers de l'assurance chômage, de l'assurance maladie, de l'assurance contre les risques au travail et de l'assurance retraite. Plus spécifiquement, l’État-providence passe aussi par des politiques ciblées de soutien aux familles, aux personnes handicapées ou aux nécessiteux.
Cette forme d'État s'oppose à la conception libérale d'un État limité à des fonctions d'ordre public et de sécurité et qui favorise l'individualisation des risques au nom de la responsabilité individuelle.

## Origine de l'expression

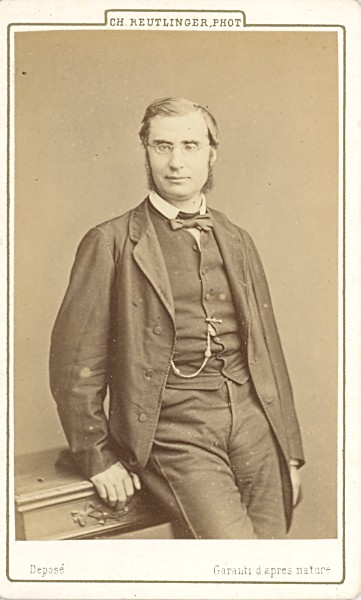
Émile Ollivier exprime l'ironie libérale vis-à-vis d'un État qui se prend pour la Providence.

Historiquement, différentes formes d'État-providence se mettent en place en Europe à des périodes différentes et selon des modalités distinctes. Pour rendre compte de cette pluralité, trois trajectoires historiques principales sont retenues pour décrire et caractériser les racines, les évolutions à partir des principes initiaux, et finalement la diversité des modèles d'État-providence contemporains.
- En France, l'expression « État-providence » est forgée sous le Second Empire par des républicains français qui critiquent le cadre individualiste de lois comme la loi Le Chapelier[2] (interdisant les groupements professionnels ou ouvriers) et veulent promouvoir un « État social » se préoccupant davantage de l'intérêt de chaque citoyen et de l'intérêt général. Selon d'autres, l'expression aurait été employée pour la première fois par le député Émile Ollivier[3] en 1864, pour ironiser et dévaloriser la capacité de l'État à mettre en place un système de solidarité national plus efficace que les structures de solidarité traditionnelles. D'après le juriste Alain Supiot, la formule « État-providence » est d'origine catholique : elle serait issue de la nouvelle doctrine sociale de l'Église, formalisée plus tard par le pape Léon XIII dans son encyclique publiée en 1891, Rerum novarum, qui légitime explicitement l'exercice d'une tutelle publique sur la sphère économique[4]. Mais, comme le relève à sa suite Pierre Legendre, « la traduction française de cette encyclique ne parlait plus de Providence ! », ce que cet auteur considère comme un « bel exemple de censure à méditer en France »[5].
- L'État-providence selon le modèle bismarckien, fondé en Allemagne par les lois de 1880, repose sur le mécanisme des assurances sociales, dans lequel les prestations sont la contrepartie de cotisations (il y a prévention du risque maladie, vieillesse et accident du travail pour les actifs uniquement) ; le terme « Wohlfahrtsstaat » est utilisé par les « socialistes de la chaire » (universitaires) pour décrire un système qui annonce les politiques « bismarckiennes » en matière sociale[6].
- L'État-providence selon le modèle beveridgien, qui naît au Royaume-Uni après la Seconde Guerre mondiale, est financé par l'impôt et fournit des prestations uniformes à tous les membres de la société, les prestations ne fournissant en général que des minima assez bas[7] ; l'expression « welfare state » (littéralement : « État du bien-être »), forgée dans les années 1940, coïncide avec l'émergence des politiques keynésiennes d'après-guerre. L'expression « welfare state », qui voulait frapper les esprits en s'opposant au « warfare state » de l'Allemagne nazie, aurait été créée par William Temple, archevêque de Cantorbéry.

L'État-providence selon le modèle français d'après-guerre combine les deux modèles précédents et occupe une position originale et intermédiaire entre ces deux modèles. Dans ce modèle intermédiaire, l'État-providence poursuit un double objectif :
- la protection sociale, sorte d'assurance contre les risques et aléas de la vie ;
- une aide sociale et une justice sociale, via certains mécanismes complexes de redistribution des richesses.

Au lendemain de la Seconde Guerre mondiale, de nombreux courants humanistes font valoir « des droits de l'Homme sur le revenu national, reposant sur trois notions : les besoins de l'Homme en tant qu'être humain (sécurité sociale), en tant qu'être producteur (partage équitable entre travail, entrepreneur et capitaliste), en tant qu'être familial (allocations familiales) ». Ces objectifs sont poursuivis par un double dispositif : un système d'assurance offert par la sécurité sociale et un système d'assistance offert par l'aide sociale. Sécurité sociale et aide sociale sont établies en vue d'une indemnisation, par les administrations publiques, des citoyens victimes des aléas de la vie (comme le chômage, la maladie, les accidents, la vieillesse, le décès d'un parent pour un mineur, etc.). L'objectif est d'apporter un minimum de ressources ainsi que l'accès aux besoins essentiels (éducation, eau, nourriture, hygiène) à tous les citoyens hors situations de catastrophe, guerre ou calamité (qui relèvent, elles, de la sécurité civile).
Selon Pierre Rosanvallon, l'État-Providence repose sur la notion de contrat social, telle qu'elle a été mise en place à la Révolution en France.
En revanche, selon l'historien Robert Paxton, l'État-providence est fondamentalement antirévolutionnaire. Les dispositions de l'État-providence ont en effet été initialement adoptées par les monarchistes à la fin du XIXe siècle, puis par les fascistes au XXe siècle, afin de détourner les travailleurs des syndicats et du socialisme. La gauche radicale, elle, y était opposée. Il rappelle ainsi que l'État-providence allemand a été mis en place dans les années 1880 par le chancelier Bismarck, qui venait de fermer 45 journaux et d'adopter des lois interdisant le Parti socialiste allemand et les réunions syndicales. Une version similaire de l'État-providence a été mise en place par le comte Eduard von Taaffe dans l'Empire austro-hongrois quelques années plus tard. « Toutes les dictatures européennes du XXe siècle modernes, tant fascistes qu'autoritaires, étaient des États-providence », écrit-il. « De fait, ils ont tous fourni des soins médicaux, les retraites, le logement abordable et le transport de masse, afin de maintenir la productivité, l'unité nationale et la paix sociale[source insuffisante]. »
Toujours d'après Paxton, les marxistes européens étaient opposés aux mesures de protection sociale ponctuelles, car elles sont susceptibles de diluer le militantisme ouvrier sans rien changer de fondamental à la répartition des richesses et du pouvoir (comme Rosa Luxemburg). Ce n'est qu'après la Seconde Guerre mondiale, quand ils ont abandonné le marxisme (en 1959 en Allemagne de l'Ouest, par exemple), que les partis socialistes d'Europe continentale et les syndicats ont finalement adopté l'État-providence comme leur but.

## Résultat d'une transition de longue durée
Daniel Cohen pointe l'évolution généralement observée du rôle de l'État depuis la révolution industrielle, soit un lent passage d'un statut d'« État-gendarme » à celui d'« État-providence ». Selon Matériaux pour une comparaison internationale des dépenses publiques en longue période, on constate les données suivantes de répartition des dépenses publiques en pourcentage selon les quatre grandes catégories (Politique/Économie/Social/Dette) définies par cette étude :
| Domaine          | 1872 | 1912 | 1920 | 1930 | 1938 | 1950 | 1960 | 1970 | 1980 |
| ---------------- | ---- | ---- | ---- | ---- | ---- | ---- | ---- | ---- | ---- |
| Politique        | 46,5 | 55,3 | 56,8 | 55,1 | 56,7 | 37   | 49,7 | 38,8 | 38,8 |
| Économique       | 7,3  | 11,1 | 12,3 | 7,6  | 8,2  | 30,3 | 14,8 | 20,1 | 15,2 |
| Social           | 4,7  | 14,2 | 7,8  | 13,9 | 15,9 | 28,6 | 31,2 | 37,2 | 45,2 |
| Dette            | 41,5 | 19,4 | 23,1 | 23,4 | 18,2 | 4,1  | 4,3  | 3,9  | 4,2  |
| Total (% du PIB) | 11   | 12,8 | 32,8 | 21,9 | 26,5 | 41,1 | 38,6 | 40,1 | 48,3 |

| Domaine          | 1881 | 1910 | 1925 | 1930 | 1938 | 1950 | 1960 | 1970 | 1980 |
| ---------------- | ---- | ---- | ---- | ---- | ---- | ---- | ---- | ---- | ---- |
| Politique        | 70,6 | 49,6 | 24,3 | 19,9 |      | 23,2 | 31,5 | 18,9 | 17,5 |
| Économique       | 16,6 | 21,8 | 8,1  | 7,7  |      | 9,6  | 15,6 | 13,4 | 10,1 |
| Social           | 7,7  | 22,6 | 67,1 | 70,5 |      | 65,6 | 50   | 65,5 | 68,9 |
| Dette            | 5,2  | 6    | 0,4  | 1,9  |      | 1,6  | 2,0  | 2,3  | 3,5  |
| Total (% du PIB) | 6,7  | 12,1 | 30,3 | 43,1 | 48,2 | 41,8 | 32   | 37,6 | 46,9 |

| Domaine          | 1872 | 1912 | 1920 | 1930 | 1938 | 1950 | 1960 | 1970 | 1980 |
| ---------------- | ---- | ---- | ---- | ---- | ---- | ---- | ---- | ---- | ---- |
| Politique        |      | 46,2 | 36   | 36,3 | 30,3 | 70,6 | 54,8 | 34   | 25,8 |
| Économique       |      | 20,1 | 20   | 19,3 | 27,8 | 9,9  | 13,2 | 12,0 | 9,2  |
| Social           |      | 27,4 | 27,5 | 32,2 | 32   | 19,4 | 32   | 47,2 | 57,4 |
| Dette            |      | 6,2  | 16,6 | 12,1 | 9,9  |      |      | 6,8  |      |
| Total (% du PIB) | 4,5  | 8    | 11,1 | 18,5 | 17,8 | 26,8 | 27,8 | 32,2 | 33,2 |

L'historien Lucien Febvre, interrogé dans les années cinquante sur l'évènement le plus important de ce siècle, répondait : « la disparition des rentiers ».
C'est à cela que fait référence le commentaire de Daniel Cohen : « Leur revenu correspondait au début du siècle à 30 % environ du PIB, et c'est en quelques pour-cent qu'il faudrait le mesurer aujourd'hui. À l'inverse, les dépenses sociales de l'État représentaient quelques pour-cent au début du siècle, elles représentent près de 30 % aujourd'hui. Les rentiers d'hier sont devenus les retraités et autres bénéficiaires de l'État-providence d'aujourd'hui. L'écart entre les deux a un nom : la démocratie, qui donne au plus grand nombre ce qui était réservé à quelques-uns. Et comme nous voudrions le montrer à présent, la rupture historique introduite par Beveridge (par le keynésianisme) est moins fondamentale qu'il n'est généralement admis. C'est le XXe siècle tout entier (et pas seulement les années d'après-guerre) qui porte témoignage de la « grande transformation » de la société vers l'État-Providence. »

## Formes de l'État-providence

### Typologie duale

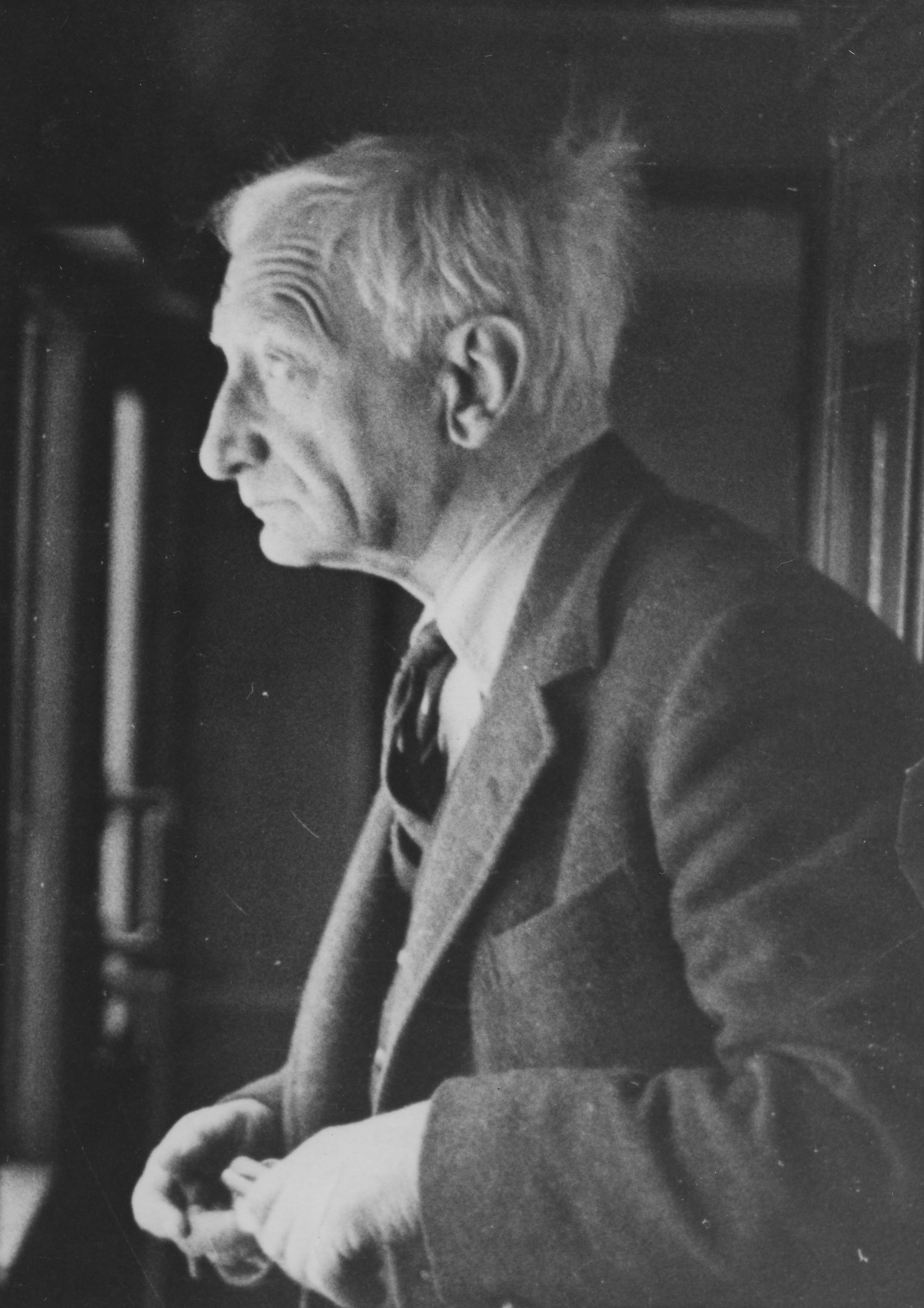
Lord William Beveridge en 1947.

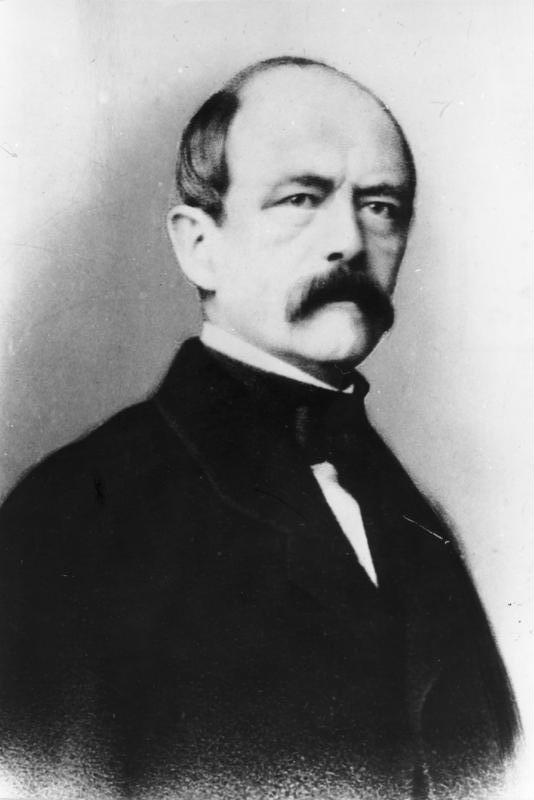
Otto von Bismarck, fin XIXe siècle.

Il est fréquent de définir classiquement l'État-providence en opposant deux grands modèles d'État-providence : l'État-providence bismarckien, fondé en Allemagne par les lois de 1880, et l'État-providence beveridgien, qui, basé sur le rapport Social insurance and allied services de 1942 (dit Rapport Beveridge), naît au Royaume-Uni après la Seconde Guerre mondiale. Le premier est fondé sur le mécanisme des assurances sociales, dans lequel les prestations sont la contrepartie de cotisations, tandis que le second, financé par l'impôt, fournit des prestations uniformes à tous les membres de la société.
|                                        | Beveridgien                                 | Bismarckien                       |
| -------------------------------------- | ------------------------------------------- | --------------------------------- |
| Objectifs de l'État-providence         | Répondre gratuitement aux risques de la vie | Compenser la perte de revenu      |
| Conditions d'accès aux prestations     | Être dans le besoin                         | Avoir cotisé                      |
| Financement                            | Impôt pour tous                             | Cotisations en fonction du revenu |
| Type de redistribution (cf. plus loin) | Verticale                                   | Horizontale                       |

Cependant, cette présentation demeure simplificatrice : elle enferme la description des modèles d'État-providence dans leur situation initiale et peine à rendre compte de leur évolution ultérieure. Ainsi, si le modèle beveridgien met en place une protection universelle, fondée sur la citoyenneté, les prestations initialement fournies sont ultra-minimales. C'est pourquoi, selon Pierre Rosanvallon, « il a ainsi progressivement fallu mettre en place en Grande-Bretagne tout un ensemble d'allocations complémentaires d'assistance, non universalistes, elles, pour rendre viable le système ».

### Typologie ternaire
La définition proposée par Gøsta Esping-Andersen est beaucoup plus fine et permet de mieux percevoir la complexité de la question. Pour lui, l'État-providence ne peut pas se définir seulement par les droits sociaux qu'il accorde aux citoyens, il faut également tenir compte de « la manière dont les activités de l'État sont coordonnées avec les rôles du marché et de la famille dans la prévoyance sociale ». À partir de ce constat et de trois indicateurs, trois grands régimes d'État-providence se distinguent selon trois critères :
- le degré de « dé-marchandisation » des sociétés ;
- le degré de stratification sociale (c'est-à-dire l'impact des États-providence sur les hiérarchies sociales et sur les inégalités issues du marché) ;
- la place relative accordée à la sphère publique et à la sphère privée.

Ceci débouche sur une typologie des États-providence « qui constitue aujourd'hui la pierre de touche de la recherche comparative internationale ».
1. Un « Welfare State libéral », où l'État n'intervient qu'en dernier recours et cherche à contraindre les individus vers un retour rapide sur le marché du travail : le rôle principal revient aux mécanismes de marché, l'État devant limiter pour l'essentiel sa protection aux plus faibles[23]. Les pays archétypes de ce modèle sont le Canada, les États-Unis et l'Australie. Merrien[23] hésite à classer le Royaume-Uni dans ce modèle.
2. Un « modèle conservateur-corporatiste » basé sur le modèle bismarckien où la qualité de la protection sociale dépend de la profession et des revenus, selon une logique d'assurance ; c'est-à-dire un modèle d'assurance sociale obligatoire généralisée adossé au travail salarié[23]. Dans ce système, les revenus des salariés sont partiellement maintenus en cas d'accident, de maladie, de chômage ou lorsque vient l'âge de la retraite. Il y coexiste différents régimes de sécurité sociale et la redistribution est relativement faible. Pour Esping-Andersen[24], ces régimes sont modelés par l'État « toujours prêt à se substituer au marché en tant que pourvoyeur de bien-être » et par l'Église soucieuse de défendre des valeurs familiales traditionnelles. Pour cet auteur[25], l'établissement de droits sociaux par les conservateurs se comprend pour partie par une volonté de maintenir les hiérarchies anciennes menacées par le libéralisme, la démocratie et le capitalisme (du moins certaines de ses formes). Esping-Andersen[26], reprenant sur ce point d'autres travaux, estime que l'Allemagne de Bismarck ou l'Autriche, par le biais des fonds de retraite, ont fait émerger des classes spéciales telles que les fonctionnaires ou les travailleurs de « condition plus élevée » avec une probable intention « de récompenser, ou peut-être garantir, une loyauté et un asservissement ». Les pays emblématiques de ce modèle sont l'Autriche, l'Allemagne, l'Italie, la Belgique et la France. Le classement de cette dernière dans cette catégorie fait cependant l'objet de débats[27].
3. Un « régime social-démocrate » qui, au contraire du régime conservateur, vise à renforcer la possibilité d'une indépendance individuelle et dont la spécificité la plus frappante est peut-être sa fusion entre protection sociale et travail[28]. Gøsta Esping-Andersen[28] écrit : « L'idéal n'est pas de maximiser la dépendance à la famille mais de renforcer la possibilité d'une indépendance individuelle. » En ce sens, le modèle est une fusion particulière du libéralisme et du socialisme. La protection sociale et les diverses prestations sont universelles, ne dépendent pas des revenus et profitent tout autant aux pauvres qu'aux riches. Ce régime est plus opposé au précédent conservateur-corporatiste qu'au modèle libéral. Pour assurer un niveau élevé de protection sociale et une offre importante de services sociaux, il doit viser le plein emploi qui minimise les coûts et augmente les revenus de l'État. Les principaux pays qui se rapprochent de ce modèle sont le Danemark, la Finlande, les Pays-Bas, la Norvège et la Suède. Très souvent, ces pays ont adopté de fortes politiques d'investissement dans la recherche et développement et cherchent à renforcer leur place dans la compétition mondiale.

| Critère                 | Libéralisme | Social-démocrate | Conservateur-corporatisme                                                                                         |
| ----------------------- | --- | --- | --- |
| Pays d'origine          | États-Unis | Royaume-Uni (1) Suède (2) | Allemagne |
| Pays impliqués          | Japon (paternalisme libéral)                                                                                                | (1) Irlande, Europe du Sud (a), (2) pays nordiques                                                                                           | Autriche, Benelux, France                                                                                         |
| Référence historique    | Roosevelt (1935), Johnson (1965)                                                                                            | Beveridge (1945) | Bismarck (1883–1889)                                                                                              |
| Principe                | Subsidiarité et sélectivité                                                                                                 | Universalité | Contributivité |
| Règles d'attribution    | La pauvreté et le « mérite »                                                                                                | La citoyenneté ou la résidence | L'emploi, le statut et les ayants droit                                                                           |
| Nature de la prestation | Minimum vital sous conditions de ressources (seuil de pauvreté) et d'incapacité au travail, workfare                        | Services sociaux gratuits (service national de Santé), prestations en espèces forfaitaires faibles (1), prestations forfaitaires élevées (2) | Revenus de remplacement (proportionnels à durée et montant cotisés), « filet de sécurité » hors assurance sociale |
| Mode de financement     | Impôts et dons | Impôts dominants | Cotisations sociales salariées et employeur                                                                       |
| Mode de gestion         | État et organisations caritatives                                                                                           | État (1), État et collectivités (2) | Partenaires sociaux                                                                                               |
| Conséquence sociétale   | Dualisme entre les « démunis assistés » et les « privilégiés auto-protégés » et position intermédiaire des classes moyennes | Abolition de la misère (1), une grande classe moyenne (2)                                                                                    | Fragmentation du monde du travail (conservation des statuts)                                                      |

(Source : Caire 2002)
(a) : Les pays de l'Europe du Sud (Espagne, Grèce, Italie, Portugal) sont parfois présentés comme la « quatrième famille » de l'Europe de la protection sociale, car ils allient un service national de santé universel (mis en place entre 1975 et 1985) à un système de garantie de revenu plutôt bismarckien et très inégalitaire selon la profession. De plus, une partie beaucoup plus importante qu'ailleurs des dépenses sociales est consacrée aux retraites.

## Histoire de l'État-providence

### Prémices de l'État-providence: l'assistance publique

#### Rome ancienne
Certaines formes d'assistance publique existent à Rome dès l'époque républicaine, sous la forme de fournitures de blé ou d'argent faites par l'État aux citoyens pauvres. Les esclaves n'avaient pas le droit à cette assistance, dans la mesure où leurs maîtres étaient censés subvenir à leurs besoins. Elle était réservée aux enfants de plus de dix ans. Auguste (63 av. J.-C.–14 ap. J.-C.) élargit cette assistance publique aux enfants de moins de dix ans, puis Nerva (30–98 ap. J.-C.) élargit ces pratiques à toute l'Italie, se faisant connaître comme l'inventeur des alimentaria.

#### En Orient: la Zakat
Dès le VIIe siècle, Mahomet met en place la Zakât (littéralement « purification » ; souvent traduit par « aumône légale »). Troisième pilier de l'islam, elle consiste en une obligation faite au musulman d'acquitter une aumône calculée sur ses biens annuels à destination des pauvres .
Vers 820, le calife Al-Ma'mūn (de la dynastie des Abbassides, deuxième dynastie après Mahomet) met également en place des maisons de santé (dar al-chifa), premiers hôpitaux au sein desquels les soins sont gratuits et prélevés sur le trésor public. Le calife se basait alors, pour justifier cette réforme, sur un hadith attribué à Mahomet : « L'Imam (le calife) est responsable de la bonne santé de ses disciples tout comme le berger est responsable de la bonne santé de son troupeau », un compagnon rétorqua alors : « Et si le mal est incurable ? », ce à quoi le prophète répondit : « Chaque mal a un remède », avant de citer le verset coranique : « Dieu n'impose à aucune âme une charge supérieure à ses capacités ».

#### En Occident

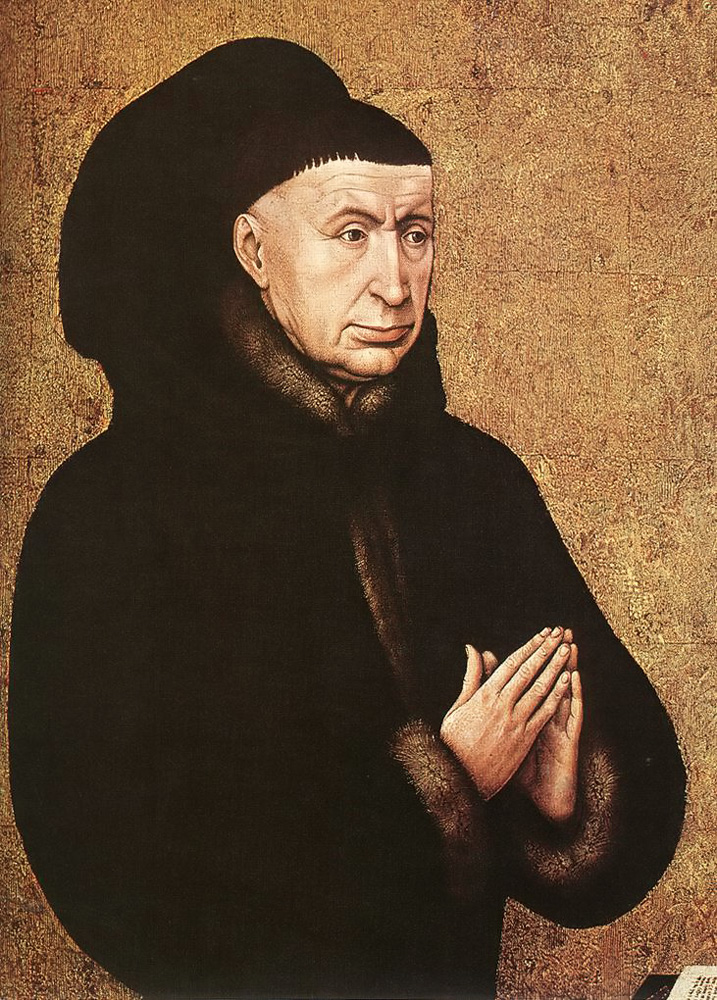
Nicolas Rolin.

L'assistance publique est de l'ordre de la charité et principalement du ressort de l'Église. À partir du XVIe siècle, un système institutionnel d'assistance émerge progressivement. Ainsi les Hospices de Beaune, fondés en 1443 par Nicolas Rolin, chancelier de Bourgogne.
De multiples associations charitables se créent qui sont placées sous la tutelle de l'Église. Les corporations de métier et associations d'entraide (« charités ») contribuent également à ce mouvement.
À la fin du Moyen Âge, ces institutions entrent en crise, du fait de difficultés financières lié à la crise de l'Église. L'administration royale intervient : les parlements assurent la tutelle administrative des hôpitaux et leur procurent des ressources (le Parlement de Paris affecte ainsi le produit de certaines amendes à l'Hôtel-Dieu).
Au XVIe siècle, la gestion des institutions d'assistance traditionnelle est ainsi laïcisée (et ne sont plus sous la dépendance du clergé), par des arrêts des parlements qui transfèrent la gestion des hôpitaux aux municipalités, sous contrôle royal (arrêt du Parlement de Paris de 1505 pour l'Hôtel-Dieu). Une taxe communale est créée par le roi (« droit des pauvres »).
Dans le même temps, la misère est appréhendée à travers le prisme de l'ordre public : la mendicité est interdite. Les Bureaux des pauvres assurent le recensement, la perception des taxes, la distribution des secours, l'organisation d'ateliers de travail, etc. Les paroisses sont chargées de fournir secours et travail (l'arrêt du Parlement de Paris de 1532 affecte les mendiants à des travaux de voirie).

#### Poor Lawsen Angleterre
Dès 1601 et la fin du règne d'Élisabeth Ire, l'État anglais prend en charge les indigents de son territoire et se dote d'une législation :
- Les « lois sur les pauvres » créent une assistance confiée aux paroisses auxquelles les Poor Laws imposent de fournir un emploi aux pauvres valides.
- Le lien est établi entre misère et chômage.
- L'obligation légale conduit au développement de workhouses, « ateliers », où les pauvres sont employés et hébergés, qui furent rapidement considérées comme de véritables « dépôts de mendicité » (cf. la description qu'en fait Charles Dickens dans Oliver Twist) et de purs instruments de contrôle des indigents.

Au début du XIXe siècle, les économistes classiques, notamment David Ricardo et Robert Thomas Malthus, accusent cette politique d'assistance de « favoriser la paresse et de freiner le développement de l'industrie naissante ». Un amendement de 1834 (fin du système de Speenhamland) les prive de toute substance et se traduit par leur quasi-abrogation. Le retour de l'État à ses seules fonctions régaliennes (Défense, Police, Justice, mise en application des permissions et des interdictions) eut pour effet la détérioration de la qualité de vie dans les workhouses.

#### Siècle deLouisXIV
L'Hôpital général de Paris, créé en 1656, sert de modèle pour les villes de province. Des manufactures sont créées dans les hôpitaux, à des fins de redressement par le travail. Néanmoins, ce système n'atteint qu'une faible partie de la population (à Paris, 4 000 à 5 000 personnes, soit le dixième de la population). La mendicité est alors sévèrement réprimée (et conduit même à la déportation dans les colonies américaines sous l'époque de John Law).
Parallèlement, la royauté crée d'autres hôpitaux, qu'elle place sous une réglementation uniforme (Déclaration de 1698). C'est l'époque de ce que le philosophe Michel Foucault appellera le « grand renfermement ». Contrairement à ce qu'affirme le philosophe, le renfermement ne concerne que les fous pour autant qu'ils sont pauvres, des institutions spécialisées destinées à leur porter secours existent indépendamment de l'hôpital général.
Les idées évoluent néanmoins, avec l'apparition d'un droit des pauvres (Abbé Baudeau, Idées d'un citoyen sur les droits et les devoirs des vrais pauvres, 1765).

#### Période de la Révolution
Pendant la Révolution française, l'assistance publique est conçue comme un service national fondé sur l'égalité entre citoyens. L'indigence est définie comme l'impossibilité de se procurer des ressources par le travail. L'assistance est financée au niveau national et administrée par l'État, avec l'aide des communes. Les délits de vagabondage et de mendicité demeurent réprimés, avec l'instauration de dépôts de mendicité.
Voté par la Convention girondine, le décret du 19 mars 1793 affirme, conjointement au droit au travail, le droit à l'assistance pour tout homme hors d'état de travailler ; les secours publics sont une « dette sacrée » (Constitution de 1793). Une fête décadaire est consacrée à honorer le malheur. L'assistance revêt alors une dimension patriotique, ce qui fait dire au politiste Pierre Rosanvallon que « l'État-providence moderne doit plus à Rousseau qu'à Marx. »
À partir de 1791, une série de décrets accorde des secours sur une base patriotique : secours aux Acadiens et aux Canadiens ; puis à de nombreuses autres catégories de réfugiés ; indemnité aux personnes dont les propriétés ont souffert des invasions; aides aux parents des victimes de la journée du 10 août 1792, de la journée du Champ de Mars, etc.. « À l'automne 1792, les secours aux familles des défenseurs de la patrie constituent un des axes majeurs de la politique d'assistance publique ».
Sous la Convention montagnarde, la loi du 24 vendémiaire an II (octobre 1793, quelques semaines après le vote de la loi du maximum général) précise les mesures pour l'extinction de la mendicité, tandis que la loi du 22 floréal an II (mai 1793) organise l'assistance publique dans les campagnes. L'assistance était organisée par l'État, la loi du 23 messidor an II décide la mise en vente des biens des hôpitaux. Cependant, confrontés à des problèmes de personnel et des problèmes financiers, la Convention suspend la loi de messidor an II sur les hôpitaux. Le Directoire retourne ensuite au cadre traditionnel de l'assistance, en rappelant les religieux et abandonnant la nationalisation des secours publics. Sous le Consulat et l'Empire, le système hospitalier est durablement reconstruit. Des bureaux de bienfaisance sont créés.

### Développement de l'État-providence

#### Du moralisme au welfare
Paul Rabinow, en étudiant la France de la dernière décennie du XIXe siècle, y perçoit « nombre de tentatives de repenser et de reformuler la politique en fonction d'une société fondée sur d'autres unités que les individus, qu'il s'agisse de populations identifiées selon des procédures de statistique analytique (Frédéric Le Play, Émile Cheysson, Jules Siegfried…), de régions définies comme des entités historico-naturelles durables (Proudhon, Paul Vidal de La Blache, Jean Charles-Brun…), de lois sociales se réclamant d'un retour à un système républicain romain d'intervention entre l'individu et l'État (Léon Duguit), de solidarité sociale défendue comme le fondement organiciste quasi naturaliste de l'action politique (Léon Bourgeois, Charles Gide), ou encore de municipalités qui étaient sur le terrain choisi par les socialistes réformistes pour faire advenir la justice sociale (César De Paepe, Paul Brousse, Édouard Vaillant, Victor Augagneur…). À première vue ces discours et pratiques empiriques étaient des plus disparates. […] Nos réformateurs s'évertuaient à produire un discours capable de transmuter ces éléments en une compréhension sociale et une politique sociale. Cette opération leur semblait cruciale au moment d'affronter la crise de la modernité ».

#### Du socialisme municipal à la socialisation de l'État
En France, à partir des élections de 1892, la plupart des « socialistes municipaux optent pour la socialisation des communes comme meilleure route vers la socialisation de l'État ». Entre 1892 et 1899, plusieurs congrès socialistes sont consacrés à ce thème dans le but d'établir un programme commun. Édouard Vaillant affirme dans l'une des motions qu'il défend : « La commune peut devenir un excellent laboratoire de vie économique décentralisée… […] Les socialistes ont le devoir — sans perdre de vue l'importance de la politique générale- de promouvoir une connaissance et une reconnaissance plus larges de l'activité municipale, d'accorder aux réformes communales l'importance qu'elles doivent à leur rôle d'embryons d'une société collectiviste, et de s'attacher à la création de services communaux qui suivent : transports urbains, éclairage public, eau, fourniture d'électricité, bains publics, laboratoires, grands magasins, boulangerie, enseignement, soins médicaux, hôpitaux, habitations à faible loyer, chauffage central, habillement, police, ateliers municipaux, etc. afin de créer à travers ces institutions des modèles. »
Paul Rabinow conclut « Si les mouvements réformistes eux-mêmes ont échoué politiquement, les forces qui les avaient engendrés ne disparurent pas pour autant. Le consensus tacite autour de la prééminence du social et du bien-être de la population en tant que norme directrice n'avait pas encore été articulé comme un paradigme capable d'unifier tous les éléments disparates. »

#### Émergence du système assuranciel
L'État-providence — en cours de constitution — se distingue toutefois de toutes les formes antérieures d'assistance publique : il ne s'agit plus en effet de charité ni même simplement d'aides sociales, mais d'un système fondé sur le mécanisme des assurances. La protection sociale assurée par l'État-Providence relève alors de « l'exécution d'un contrat dans lequel l'État et les citoyens sont également impliqués ».
Les assurances sont originellement développées dans le domaine du transport maritime. À partir du XVIIIe siècle, on imagine de transposer ce modèle de la sphère des biens à celle des personnes. En 1678, Leibniz oppose à l'État « réducteur d'incertitudes » de Hobbes l'assurance mutuelle obligatoire comme solution au problème du risque. Selon Pierre Rosanvallon, trois modèles coexistent pour penser le lien social : le contrat social, le marché et l'assurance.
En 1788, Clavière, proche de Condorcet et de Brissot, écrit le Prospectus de l'établissement des assurances sur la vie. Celles-ci préparent « une sûreté contre l'infortune, sans nuire ni à l'industrie, ni à l'activité ». Au même moment, Piarron de Chamousset publie le Plan d'une maison d'association fondé sur un système d'assurance maladie, et innove en faisant de la cotisation seule l'origine des obligations. Mais il faudra attendre, essentiellement pour des raisons morales, la fin du XIXe siècle pour que l'on mette en place véritablement un système assuranciel : en effet, on oppose alors la prévoyance, qui responsabiliserait les individus, à l'assurance qui les déresponsabiliseraient. La Seconde République voit ainsi une Commission sur l'assistance et la prévoyance publiques présidée par Thiers, qui introduit le sujet en évoquant la responsabilité individuelle. Plus tard, l'économiste libéral Paul-Leroy Baulieu écrit, en 1904, à propos du système d'assurances obligatoire pour la retraite : « Il affaiblit la responsabilité et l'indépendance. Il fait partie de tout ce système d'automatisme social qu'il prétend substituer à la responsabilité individuelle ». L'émergence du paupérisme parallèlement à l'industrialisation conduit néanmoins à la création d'une nouvelle classe de pauvres, le prolétariat. Tandis que l'indigence ne recouvrait que les pauvres ne travaillant pas, les travailleurs étant censés pouvoir subvenir à leurs besoins, le XIXe siècle voit l'apparition de ce qu'on appelle aujourd'hui working poor (le travailleur pauvre, en français), conduisant à renouveler la réflexion sur l'assistance publique.
En outre, à la fin du XIXe siècle, le progrès technique impliqué par la révolution industrielle rend de plus en plus difficile la distinction entre ce qui peut être imputé à l'individu et ce qui échappe à sa puissance. Analysant les accidents du travail, François Ewald montre ainsi comment la complexification du processus de production rend les catégories juridiques du Code civil de 1804 inadaptées. L'application des assurances permet alors d'appliquer le concept probabiliste de risque : on calcule à l'échelle des populations, et non plus de l'individu ni de son jugement personnelCette approche, fondée sur la notion de risque qui remplace celle de faute, permet ensuite d'uniformiser un grand nombre de problèmes distincts : la maladie, la vieillesse, le chômage, la famille, toutes sortes d'accidents, etc..
Émile Laurent, théoricien du mutualisme (économie) ; Albert Chaufton, juriste ; ou encore le socialiste Benoît Malon, qui prône, en 1891, la création d'un ministère de l'Assurance sociale, font partie de ceux qui célèbrent ce nouveau modèle assuranciel ; Émile de Girardin, dans les années 1850, définit même l'État comme « assureur universel » qui devient comme la « Providence terrestre » : l'armée assure contre le risque de guerre ; la police assure contre les risques de trouble et de vol ; et il assure enfin contre les risques de misère, d'incendie, d'inondation, etc..

#### Interventionnisme social de l'État à la fin duXIXe

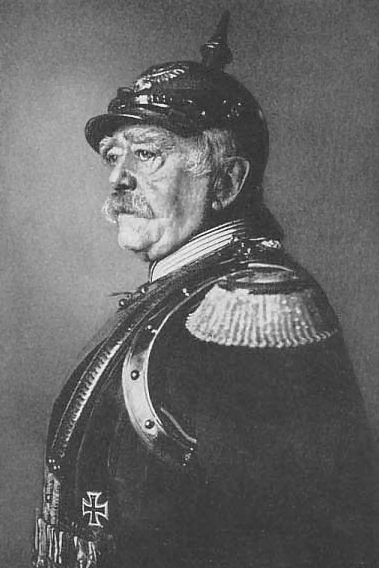
Le chancelier Otto von Bismarck, instigateur inattendu de l'État-providence allemand.

Tout au long de la seconde moitié du XIXe siècle, dans la plupart des pays occidentaux, la pression politique des mouvements ouvriers pousse les gouvernements à adapter la législation. Celle du travail et du travail des enfants est progressivement mise en place. À la fin du siècle, apparaît en France l'éducation nationale. On crée les premières habitations à bon marché (HBM) (1887), une assurance retraite obligatoire (1910), des allocations pour les familles nombreuses (1913). Depuis 1850 déjà, la Caisse des dépôts gère la première Caisse des retraites pour la vieillesse (CRV), puis, à partir de 1868, deux autres caisses d'assurance-vie. En 1905, elle est chargée de financer le logement social, rôle qu'elle assumera pleinement à partir de la loi Loucheur de 1928.
En Grande-Bretagne sous l'inspiration d'hommes comme Charles Booth, Benjamin Seebohm Rowntree et de David Lloyd George est mis en place un système de pensions pour les vieillards indigents (1908), et une assurance-chômage pour les plus pauvres des ouvriers agricoles (1911). Cette assurance nommée, également, la dole, est vivement critiquée par les libéraux. Au début des années 1930, l'un des leurs, l'économiste français Jacques Rueff (1896-1978) considère que la dole a pour conséquence « d'établir un certain niveau minimum de salaire, à partir duquel l'ouvrier était incité à demander la "dole" plutôt qu'à travailler pour un salaire qui ne lui vaudrait qu'un excédent assez faible sur la somme qu'il recevrait comme chômeur ».
La plupart de ces mesures restent pourtant minimales, et c'est en Allemagne que se développe le premier système généralisé de protection sociale :

« Messieurs les démocrates joueront vainement de la flûte lorsque le peuple s'apercevra que les princes se préoccupent de son bien-être. »

— Bismarck, Mémoires
Dès son arrivée au pouvoir, Bismarck combat la montée du parti social-démocrate allemand. Après l'avoir interdit, il reprend plusieurs de ses idées afin de satisfaire la classe ouvrière et de prévenir le retour de ses adversaires sur la scène politique. Dès la fin du XIXe siècle, il dote l'Allemagne d'un système moderne de protection sociale. Il crée ainsi en 1883, la première assurance maladie obligatoire pour les ouvriers de l'industrie dont le revenu dépasse les 2 000 marks. La gestion des fonds est confiée à des institutions autonomes en majorité contrôlées par des représentants ouvriers qui doivent pour la première fois gérer un patrimoine collectif important. En 1884, est votée une loi sur les accidents du travail qui oblige les industriels allemands à cotiser à des caisses coopératives destinées à indemniser les victimes. Ainsi l'ouvrier devenu totalement invalide continue à toucher 66 % de son revenu, et en cas de décès la veuve continue à en percevoir une partie. Enfin, un système de retraite obligatoire est imposé en 1889 par la loi sur l'assurance vieillesse et invalidité.
Le système a, toutefois, des limites. Tout d'abord, les cotisations frappent les revenus du travail, alors que les revenus du capital et les bénéfices des entreprises sont immunisés. Ensuite, le système tombe en panne lorsque le nombre de non cotisants augmente rapidement avec la vieillesse et "le chômage de masse". Lorsque le ratio actifs/inactifs s'inscrit sur une tendance baissière, l'État peut intervenir dans deux directions. Il peut soit élargir le système à d'autres groupes sociaux inactifs comme les pauvres avec des versements publics additionnels, soit procéder à un regroupement des caisses : les activités qui occupent plus d'actifs (secteurs de la grande distribution, de l'hôtellerie ou de la restauration) peuvent, ainsi, sauver celles dont l'emploi est menacé (secteur agricole et industriel).

#### Crises des années 1920 et 1930
Si la Première Guerre mondiale ne s'accompagne pas encore de la mise en place d'un État-providence, elle joue pourtant un rôle majeur en créant un précédent avec l'intervention massive de l'État dans l'économie. Bien qu'il ait en partie démontré une relative capacité à diriger l'économie, l'État va pourtant se désengager une fois l'armistice de 1918 conclu, mais de nombreuses dépenses ne peuvent être évitées : entretien des orphelins et des mutilés de guerre, ou encore reconstruction des régions dévastées par le conflit. Selon Pierre Rosanvallon (1995) : « L'histoire moderne de la Sécurité sociale est inséparable là du renforcement du lien civique provoqué par les deux grandes guerres du siècle. ». Il cite le député Laurent Bonnevay, qui affirme, le 17 avril 1930, à propos de la loi sur les assurances sociales de 1930, qui prévoit une couverture des risques vieillesse, maladie, maternité, décès et invalidité : cette loi « est née, au lendemain de la guerre, de la solidarité qui s'était affirmée entre les différentes classes sociales, de la volonté d'accorder à ceux qui avaient défendu la patrie dans les tranchées l'aide nécessaire dans les mauvais jours ; du souvenir des efforts qu'ils avaient accomplis ; d'une grande idée de solidarité nationale ». Les après-guerre constituent ainsi des périodes de renégociation du contrat social. Cette dimension civique de l'État-Providence n'est pas propre à la France ou au Royaume-Uni : elle est aussi prégnante aux États-Unis, où l'aide aux veuves des victimes de la guerre de Sécession ainsi que les pensions versées aux anciens combattants ont joué un rôle crucial dans la construction d'un « État-providence maternel ».

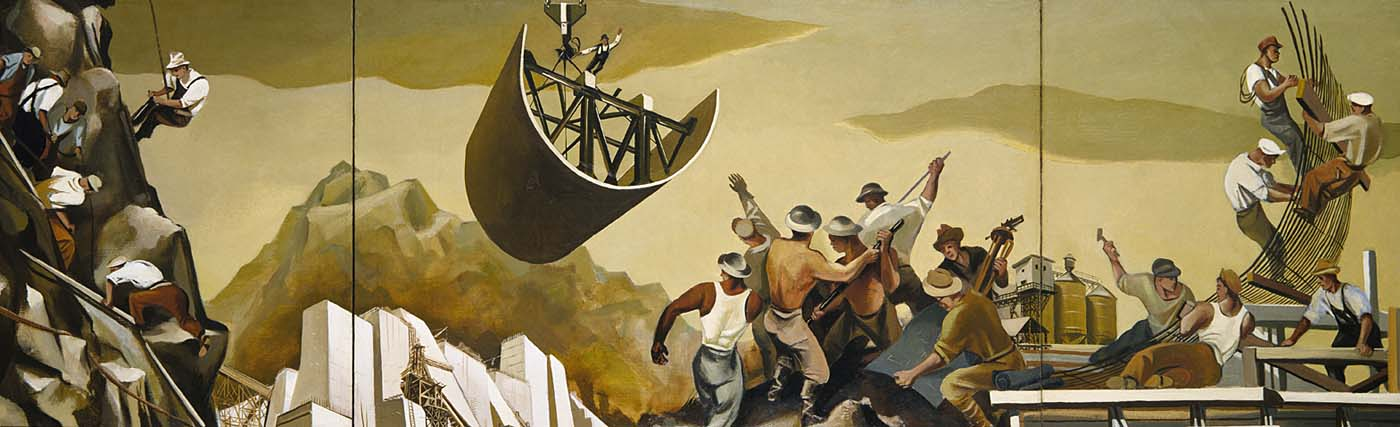
Pendant la Grande dépression des années 1930, l'État américain met en place une politique de grands travaux pour relancer l'activité.

La foi dans les mécanismes du marché autorégulateur reste intacte, jusqu'à ce que la crise économique des années 1930 (ou la Grande Dépression) et surtout les idées nouvelles de John Maynard Keynes remettent en cause les théories de l'école classique (et surtout la partie relative au laisser-faire). Keynes considère que l'État, par une intervention ponctuelle lors des crises conjoncturelles, « est en mesure de rétablir les équilibres fondamentaux » du marché. Mais contrairement à l'idée d'État-providence, Keynes ne préconise pas aux pouvoirs publics de mener une politique économique active en toutes circonstances. Il préconise plutôt une politique conjoncturelle qui soit expansionniste et contra-cyclique.
Alors que sévit le chômage de masse, la pensée libérale est fustigée par les foules qui ironisent sur l'incapacité des politiques à résoudre le problème. Aux États-Unis, le président Hoover est surnommé « Mister Donothing » (Monsieur Je ne fais rien). De nouveaux chefs d'État sont élus sur la base de programmes ouvertement interventionnistes ; Franklin D. Roosevelt met en place son New Deal aux États-Unis dès 1933 et le Front populaire arrive au pouvoir en France en 1936.

#### Réflexion sur le rôle de l'État pendant la guerre et l'immédiat après-guerre
La guerre a finalement succédé à la crise, Churchill commande fin 1940 un rapport pour lutter contre les conséquences sociales de la crise des années trente et contre celles entraînées par la Guerre.
- Un économiste britannique, William Beveridge, remet au Parlement en novembre 1942 un rapport portant son nom[58] « qui fonde les obligations d'un État vis-à-vis de la Société, afin de lutter contre les cinq fléaux de l'humanité que sont « la maladie, l'ignorance, la dépendance, la déchéance et le taudis[59]. Ce premier rapport comprend de nombreuses propositions visant à redéfinir le rôle de l'État d'après-guerre et préconise la création d'un régime de sécurité sociale visant à « libérer l'homme du besoin » en garantissant la sécurité du revenu, sans cesse menacée par les aléas de la vie : maternité, maladie, décès, chômage, accident du travail, etc. Pour ce faire, il propose la mise en place d'un système totalement généralisé, uniforme (c'est-à-dire qu'il profite d'une égale manière à tous sans distinction de revenu) et centralisé. Pour Beveridge, l'État-providence n'est pas le vecteur d'une générosité des plus riches à l'égard des plus pauvres, mais le moyen de protéger la société dans son ensemble contre elle-même. Convaincu par Keynes qu'une société ne peut s'appauvrir qu'en ne dépensant pas assez, Beveridge se sent fondé à réclamer que cette dépense minimale soit garantie par l'État.
- Deux ans plus tard, dans l'essai Full Employment in a Free Society (en français, Le plein emploi dans une société libre), Beveridge se consacre essentiellement au problème du chômage qu'il considère comme le risque majeur dans nos sociétés, et comme l'aboutissement définitif de tous les autres risques (maladie, maternité, etc.). Il assimile le devoir de l'État de garantir le plein emploi aux fonctions régaliennes : « Ce doit être une fonction de l'État que de protéger ses citoyens contre le chômage de masse, aussi définitivement que c'est maintenant la fonction de l'État que de protéger ses citoyens contre les attaques du dehors et contre les vols et les violences du dedans »[60].

Par ailleurs, les propagandes très actives des régimes nazi en Allemagne, fasciste en Italie, et communiste en URSS contribuent à mettre en avant les réalisations économiques et sociales - parfois spectaculaires- de leurs régimes respectifs, accréditant davantage les thèses en faveur d'un État protecteur, sinon totalitaire.
Dans ce contexte d'intense débat idéologique - qui se poursuivra tout au long de la période de guerre froide - la réponse libérale arrive dès 1944 avec la parution de La Route de la servitude de Friedrich Hayek. Dans ce livre, Hayek explique que la socialisation de l'économie mène inéluctablement au totalitarisme et que les régimes soviétiques et fascistes en sont précisément l'exemple. La planification nie la liberté individuelle et se fait au détriment de la démocratie. La gestion de l'économie se trouve confiée à des experts autonomes n'ayant aucune légitimité. En dépit de toutes les bonnes intentions réelles ou affichées, la négation des libertés économiques au nom d'une finalité vertueuse conduit à la servitude. Et selon Hayek, cela correspond aux systèmes en place dans le camp ennemi (les puissances de l'Axe à l'époque) ou en URSS. Mais attention, Hayek ne nie pas la nécessité d'un seuil de revenu sous lequel on ne doit pas tomber. Ces idées marqueront durablement la pensée libérale.
Mais dans l'effort de reconstruction qui est alors la priorité de la période d'après-guerre dans tout le monde occidental, c'est la pensée de Beveridge qui inspire les mises en œuvre. Pour nombre d'intellectuels, la montée du totalitarisme a été facilitée par la misère et l'État-providence paraît de fait être le meilleur obstacle à son retour. En France, à la Libération, cet état d'esprit se traduit dans les recommandations du Conseil national de la Résistance. En Europe, c'est la constitution progressive de ce que Michel Albert appelle le Modèle rhénan.

### Mise en place de l'État-providence dans le monde occidental

#### Au Royaume-Uni

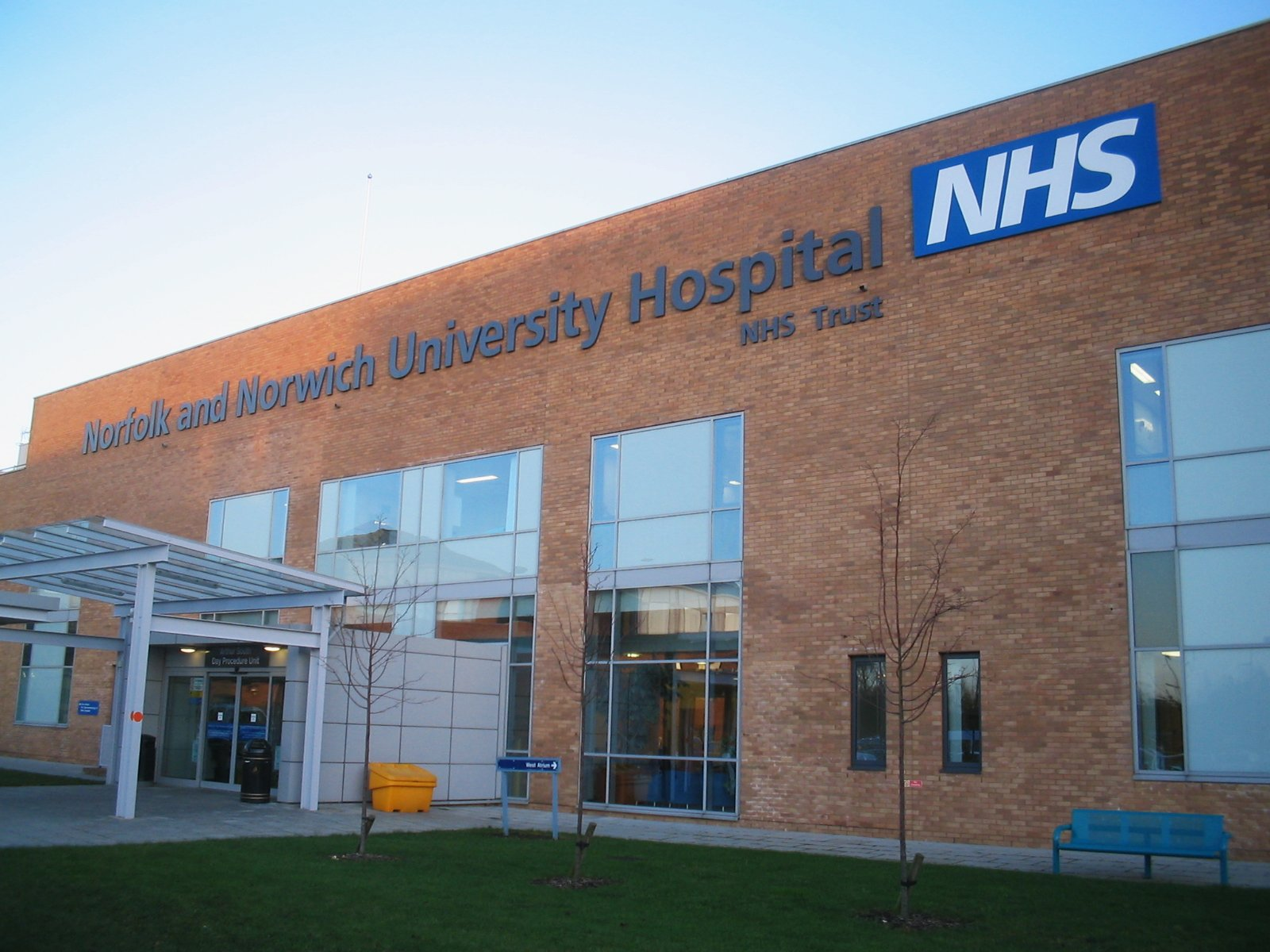
Un hôpital du NHS au Royaume-Uni.

Inspiré par les analyses de Beveridge, le programme du Parti travailliste en 1945 préconise la réalisation d'un « Welfare State » devant assurer le bien-être des citoyens « du berceau jusqu'à la tombe ». Le dirigeant conservateur Quintin Hogg estima que si la classe dirigeante ne donnait pas à la population des « réformes », elle risquait la « révolution ». La Grande-Bretagne met ainsi en place les premières allocations familiales en 1945, l'assurance retraite, l'assurance chômage, les congés de maladie, et le National Health Service (service de santé publique garantissant la gratuité des soins pour tous) l'année suivante. Elle s'assure du plein emploi de sa population par une relative mainmise de l'État et des syndicats sur l'activité.
L’État soutient l'expansion de l'éducation supérieure. Alors que le pays ne comptait que 69 000 étudiants — très majoritairement issus des classes les plus favorisées — lors du déclenchement de la Seconde Guerre mondiale, il en compte près de 300 000 en 1964. majoritairement issus de la classe moyenne et dans une moindre mesure de la classe ouvrière.
À partir des années 1960, le Welfare State commence à être largement critiqué. Les travaillistes en dénoncent les insuffisances et réclament une réforme de l'éducation allant dans le sens d'un « collège unique » tout en mettant en cause l'indigence qui survit. Mais c'est surtout à droite que l'on critique la logique des prestations sociales et la dérive financière d'un système jugé trop coûteux. En 1979, Margaret Thatcher arrive au pouvoir et dit vouloir faire évoluer profondément l'État-providence vers « une prise en main par chaque individu de sa situation ».

#### Aux États-Unis

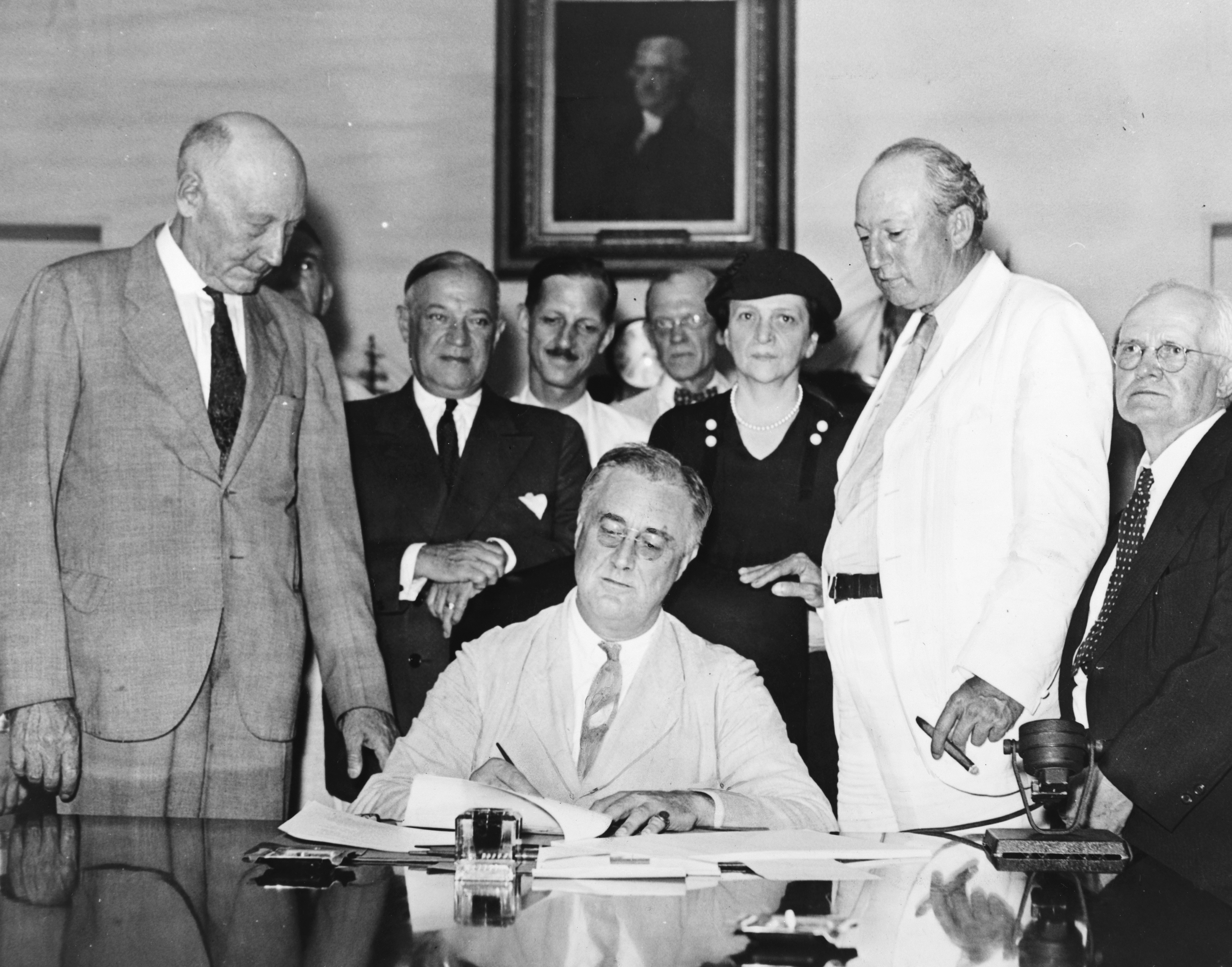
Le Président Franklin Roosevelt signant le Social Security Act, le 14 août 1935.

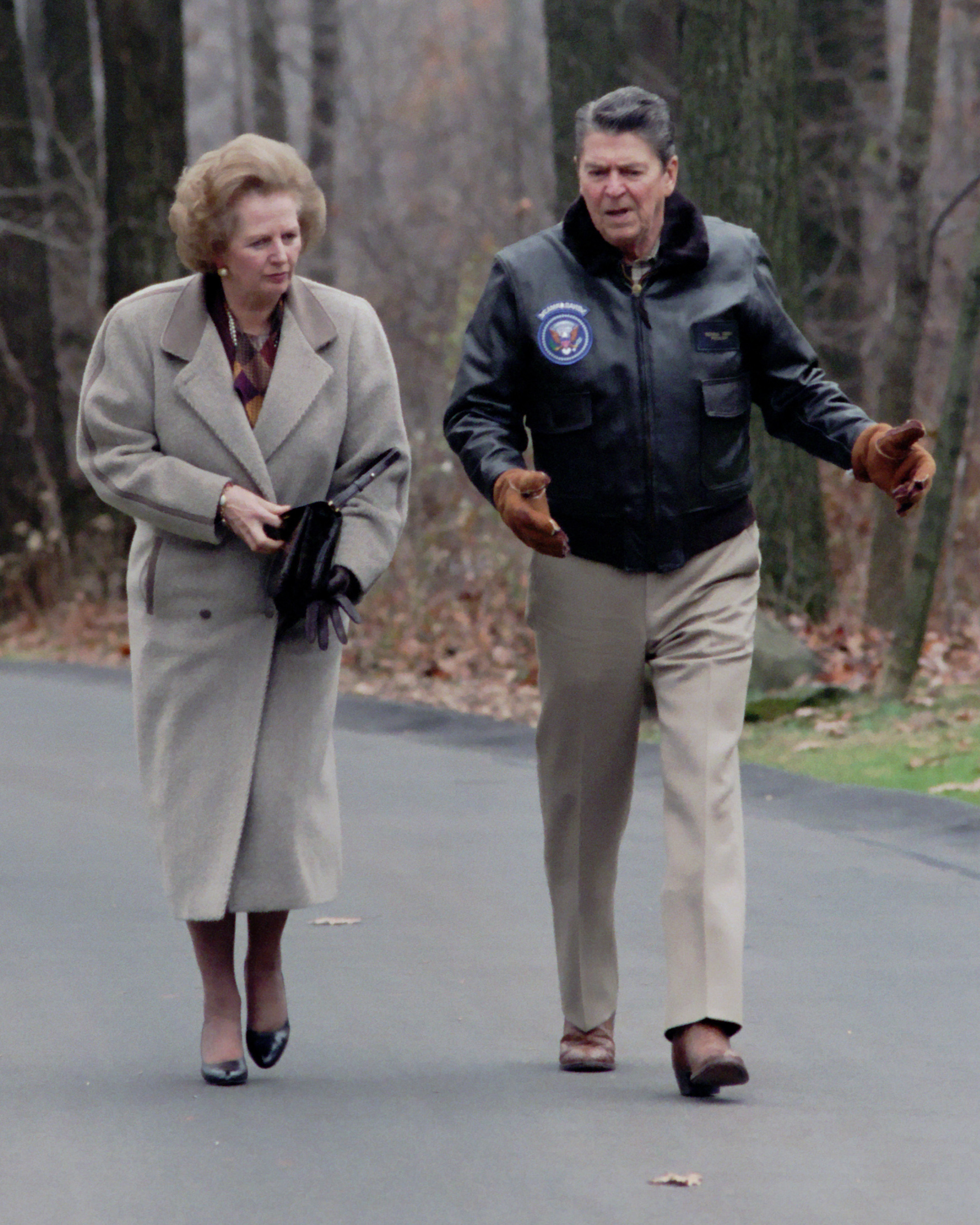
Margaret Thatcher et Ronald Reagan symbolisent la remise en cause de l'État-providence dans leurs pays respectifs.
Pour Reagan, l'État ne peut résoudre les problèmes ; le problème, c'est l'État.

Conformément à la doctrine libérale, la liberté et la responsabilité sont la règle aux États-Unis.

« L'auto-protection par le report (fonds de pension, emprunts) et l'assurance (santé) sont privilégiées et la charité privée est valorisée. Dès lors la protection sociale est conçue comme subsidiaire du marché et du don libre, et ne doit intervenir que pour en pallier les défaillances, en se méfiant toujours du comportement opportuniste des bénéficiaires. »

La sécurité sociale américaine est créée par le président Franklin Delano Roosevelt le 14 août 1935, le Social Security Act. Il s'intègre dans la politique du New deal qui veut combattre les effets de la crise de 1929 : Chômage massif, krach boursier et immobilier, nombreuses faillites (banques, compagnies d'assurances, fonds de retraite). Face à un risque systémique (la protection individuelle marchande est mise en cause par l'effondrement des actifs patrimoniaux et le manque d'emplois susceptibles de cotiser) l'objectif est le rétablissement rapide de l'emploi et la remise en ordre des structures économiques.

##### Une logique d'assurance sociale
- L'assurance chômage créée par la Loi de 1935 est supervisée par le ministère de l'Emploi mais les États fédérés en édictent les modalités d'application. Elle est financée par une cotisation patronale dans les entreprises de plus de 3 salariés. En 1999, le montant versé est faible : 85 % du seuil de pauvreté d'un foyer de 3 personnes (soit 215 $ environ par semaine).
- L'assurance vieillesse, décès et veuvage pour les salariés (OASI : Old Age and Survivors Insurance) est mis en place en 1939, puis étendue à l'invalidité (1953) et à la Santé (1966) pour les assurés âgés avec le « medicare ». Le système devient le OASDHI (Old Age Survivors Disability and Hospital Insurance). Les dispositions de retraite de base sont assez comparables au système français[63] (principe de la répartition, cotisation partagée entre employeur et salarié, pension proportionnelle au salaire d'activité avec plafond…). L'âge ouvrant droit à pension au taux plein (65 ans) est relevé pour atteindre 67 ans en 2027.
- Les retraites complémentaires sont facultatives et relèvent soit d'un effort personnel d'épargne, soit du fait des entreprises qui l'organisent de façon discrétionnaire. On estime qu'environ la moitié des salariés dispose d'une retraite complémentaire.

##### Logique d'assistance
La branche assistancielle de la Sécurité sociale offre des prestations monétaires ou en nature sous conditions de ressources et de statut. Ces programmes sont délégués pour application aux États fédéraux et aux Comtés, ce qui engendre de très fortes disparités régionales. Parmi ces programmes, on peut citer : l'ADC (Aid to Dependant Children), l'ADFC (Aid to Families with Dependant Children), le TANF (Temporary Assistance for Needly Families), le SSI (Supplementary Security Income), les aides aux logement, les Food Stamps (bons alimentaires). Tous ces programmes soutiennent les personnes indigentes sous la condition qu'elles soient dans l'incapacité physique de travailler (du fait de l'âge ou d'un handicap). Pour les autres personnes sans emploi, il n'existe aucune prestation au niveau fédéral sauf si elles sont chargées d'enfants mineurs (et ce de façon temporaire) et si elles font preuve de « bonne volonté ».

##### Tendances depuis les années 1960
Origine du financement des dépenses de Santé
| Date | Public   | Privé    |
| ---- | -------- | -------- |
| 1960 | 23 % (a) | 77 %     |
| 1970 | 38 %     | 62 %     |
| 1980 | 42 %     | 58 %     |
| 1990 | 40 %     | 60 %     |
| 1998 | 46 %     | 54 % (b) |

source :Caire 2002
(a) les Hôpitaux publics (municipaux) ont toujours pris en charge les personnes se présentant aux urgences, assurées ou non. Des programmes locaux de couverture maladie expliquent l'existence d'un financement public avant la mise en place de Medicare et Medicaid.
(b) Dont 32 % de remboursements d'assurances privées et 22 % de débours nets des ménages.
Malgré l'important développement durant les présidences de John F. Kennedy puis de Lyndon B. Johnson (« guerre contre la pauvreté ») tout au long des années 1960, avec la mise en place du projet de Great Society et la création d'une assurance maladie pour les personnes âgées (le Medicare) et les plus démunies (le Medicaid), le Welfare State a eu du mal à s'imposer.
Pour une large part de la population, il signifie la réduction des libertés individuelles et l'encouragement des pauvres à la paresse. Par ailleurs l'AMA (association professionnelle des Médecins) s'oppose depuis toujours à un système obligatoire financé, organisé et contrôle par l'État et la Loi Taft-Hartley (datant de la période de la guerre froide) restreint les possibilités d'organisation de mutuelles maladie. Enfin l'industrie pharmaceutique demeure hostile à la prise en charge publique du remboursement des médicaments par crainte de la mise en place d'une mainmise de l'État sur la fixation de leurs prix.
- Medicare[63] : Système assuranciel obligatoire pour tous les salariés, créé en 1965, financé par cotisation égale de l'employeur et du salarié (1,45 % chacun). Les ayants droit doivent avoir 10 années de travail et de cotisation pour percevoir les prestations sans considération de revenu, à partir de 65 ans ou en cas d'incapacité permanente.

Le volet assurance Hospitalière (HI : Hospital Insurance) couvre les coûts d'hospitalisation (hors longs séjours) les soins à domicile, et les centres de Santé
Le volet assurance médicale supplémentaire (SMI : Supplementary Médical Insurance) est facultatif et couvre les consultations de médecine de ville et hospitalières externes. Il est financé pour partie par des fonds fédéraux et pour partie par les cotisations volontaires des usagers.
La combinaison de ces deux assurances ne couvre qu'environ la moitié des frais de santé des personnes âgées (ticket modérateur important et non remboursement des médicaments par ailleurs plus chers qu'en France). D'où la souscription fréquente d'une assurance personnelle en complément (65 % des plus de 65 ans).
- Medicaid[63] : Système assistantiel, créé en 1967, intégré à la Sécurité Sociale, destiné aux enfants mais aussi à certaines dépenses des plus de 65 ans et des handicapés dépourvus de ressources). Le système propose la seule gratuité des soins à l'exclusion de toute autre prestation.

Par ailleurs, les démocrates utilisent le déficit budgétaire comme moyen de relance économique pour réduire le taux de chômage de 7 à 4 %. Cette politique s'appuie sur des allègements fiscaux destinés à relancer l'économie. Mais, sous le président Johnson, les fortes dépenses liées à la guerre du Viêt Nam empêcheront la continuation de cette politique.
Le Welfare State américain est à nouveau remanié par un ensemble de politiques néolibérales à partir des années 1980 sous les présidences de Ronald Reagan puis de George H. W. Bush à la présidence. La politique de Reagan suscite une polémique, car bien que prenant la forme d'allègement fiscaux pour les entreprises tels que les préconisent les libéraux du supply side, son effet direct a été l'utilisation du déficit budgétaire comme instrument de relance économique, ce qui rejoint certaines préconisations des économistes keynésiens. En 1993, Bill Clinton tente d'instaurer une couverture santé universelle ; après son échec, ses réformes sociales sont plus timides et subissent l'opposition du Congrès. En 2012, sous la Présidence Obama, diverses mesures sont prises pour étendre la couverture sociale - notamment au titre de Medicaid- des plus démunis.

#### En France
La loi du 9 avril 1898 sur les accidents du travail instaure le régime assurantiel en France, innovant en remplaçant la question de la responsabilité par celle du risque. Son inspiration demeure actuelle, par exemple pour traiter les accidents thérapeutiques. La loi du 15 juillet 1893 institue une assistance médicale gratuite. La loi du 9 avril 1898 facilitera considérablement l'indemnisation des victimes d'un accident du travail. La loi du 27 juin 1904 crée le service départemental d'aide sociale à l'enfance, tandis que la loi du 14 juillet 1905 crée un dispositif d'assistance aux personnes âgées, infirmes et/ou incurables. La loi du 5 avril 1928 permet aux salariés ayant un contrat de travail de bénéficier d'une assurance maladie, maternité, invalidité, vieillesse et décès. La loi du 30 avril 1930 permet aux agriculteurs de bénéficier d'un régime particulier.
La France, avec la création de la Sécurité sociale, sous la houlette du ministre du travail Ambroise Croizat de 1945 à 1947, met en place un système social inspiré à la fois des modèles beveridgien et bismarckien. Formulées dans les grandes lignes dès 1940 dans le cadre du régime de Vichy, notamment par le haut fonctionnaire Pierre Laroque, ses bases sont suffisamment consensuelles pour être reprises par le Programme du Conseil national de la Résistance. La Sécurité sociale s'inspire de ces deux grandes conceptions : il conserve la logique d'un système assurantiel, financé par des cotisations des travailleurs, mais vise à la mise en place d'un système généralisé, centralisé et global de sécurité sociale. Son originalité réside dans le fait que l'État n'intervient pas directement dans la protection sociale : il légifère (Code de la Sécurité Sociale) mais la gestion, y compris le recouvrement des cotisations, est déléguée à des institutions paritaires, codirigées par les organisations syndicales patronales et de salariés. Les régimes de retraites existant déjà, financés à l'origine exclusivement par les cotisations des employés et des patrons du secteur concerné, sont conservés et sont maintenant désignés régimes spéciaux. Cette situation résulte d'un compromis, mais reste un sujet de polémique entre la vision d'un régime unique pour tous, nécessairement sous l'égide de l'État, et la vision de régimes variés adaptés aux diverses situations professionnelles et sous contrôle paritaire (pour la partie collective et obligatoire du système, dont l'importance, par rapport à la partie individuelle et facultative, est un autre sujet à débats).

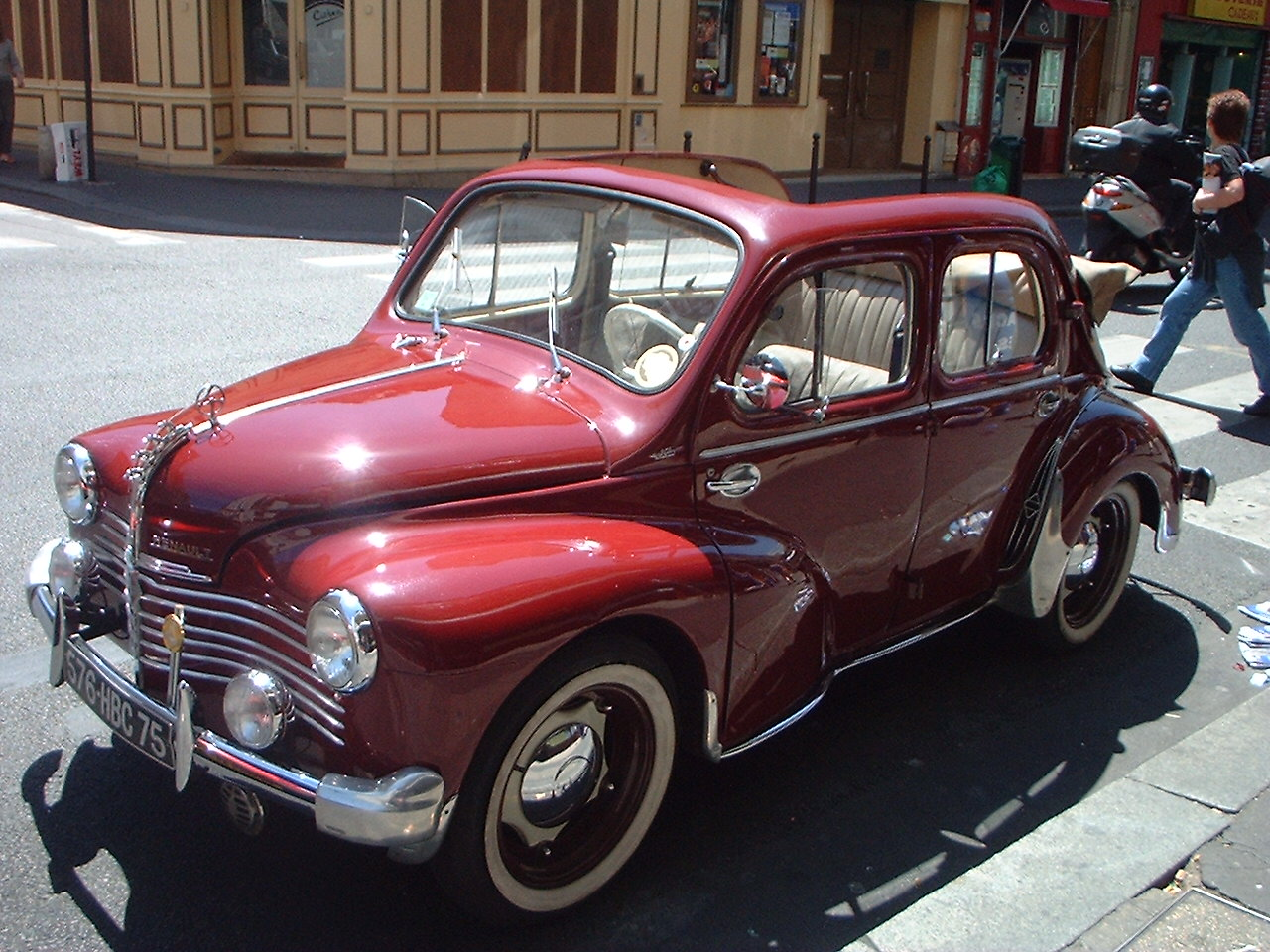
La 4CV de la régie publique Renault marque la volonté de l'État d'équiper davantage de Français.

En 1946, la Constitution de la IVe République, adoptée par référendum, crée dans son préambule une obligation constitutionnelle d'assistance financière de la collectivité envers les personnes exposées aux risques sociaux les plus importants (femmes, enfants, vieux travailleurs).
Progressivement, le mode de financement de la sécurité sociale s'est complexifié, notamment en raison des changements démographiques et de l'accroissement des dépenses, notamment les dépenses de santé en grande partie en raison du vieillissement de la population combiné aux progrès (couteux) de la médecine. Ainsi, en 1950, le régime des salariés agricoles comptait 1 228 000 cotisants pour 161 000 retraités, soit 8 pour 1; en 1987, il comptait 682 000 cotisants pour 1 521 000 retraités, soit 0,4 pour 1. Le régime des mines comptait 405 000 cotisants pour 243 000 retraités en 1950 ; et 60 000 actifs pour 437 000 retraités en 1987. On a augmenté les taux de cotisations, modifié et élargit les assiettes de prélèvement, ajouté des impôts (vignette automobile, CSG…) et des transferts inter-régimes complexes (le même régime pouvant tantôt être contributeur ou bénéficiaire), et pour tenir compte des oppositions et des effets nuisibles, on a aussi ajouté des aménagements sous forme d'exonérations ou de taux différents selon des conditions de plus en plus nombreuses. La place de la sécurité sociale dans les finances publiques a dépassé celle de la totalité des autres fonctions.
Ce que l'on a appelé la « crise de l'État-providence » (Rosanvallon, 1981) s'explique largement pour ces raisons, et nourrit les critiques. Conformément aux idées initiales de Pierre Laroque, mais aussi en raison (certains disent « au prétexte ») des problèmes financiers dit « trou de la sécu », l'État s'est attaché à accroître ses pouvoirs de contrôle et de direction de la sécurité sociale, en jouant de la carotte du financement (exemple : la CSG) et du bâton de la loi et de sa tutelle administrative (création des Lois de financement de la Sécurité sociale, de l'objectif national des dépenses d'assurance maladie…). Cela rapproche le modèle français du modèle britannique, sans mettre un terme aux oppositions idéologiques (notamment sur l'importance de la part socialisée de la dépense : clivage socialisme-libéralisme) ni aux conflits sociaux (notamment sur le contrôle de cette part socialisée, avec un jeu complexe à trois entre patronat, syndicats et État ; et sur l'usage qui peut en être fait, avec un clivage progressiste-conservateur).
| Année | Mesure(s) |
| ----- | --- |
| 1945  | création des comités d'entreprise dans les sociétés de plus de 100 salariés et mise en place de la sécurité sociale (par ordonnance) |
| 1950  | Institution du salaire minimum interprofessionnel garanti (SMIG)                                                                     |
| 1956  | Trois semaines de congés payés - création du minimum vieillesse                                                                      |
| 1958  | Lois sur l'assurance chômage et création de l'Unédic et de l'Assedic                                                                 |
| 1973  | Indemnisation du chômage à 90 % du salaire brut pendant un an.                                                                       |
| 1982  | Cinq semaines de congés payés. |
| 1983  | Retraite à taux plein à 60 ans |
| 1988  | Création du Revenu Minimum d'Insertion (RMI)                                                                                         |
| 1999  | Création de la Couverture maladie universelle (CMU)                                                                                  |
| 2008  | Création du Revenu de solidarité active (RSA)                                                                                        |

#### En Suède

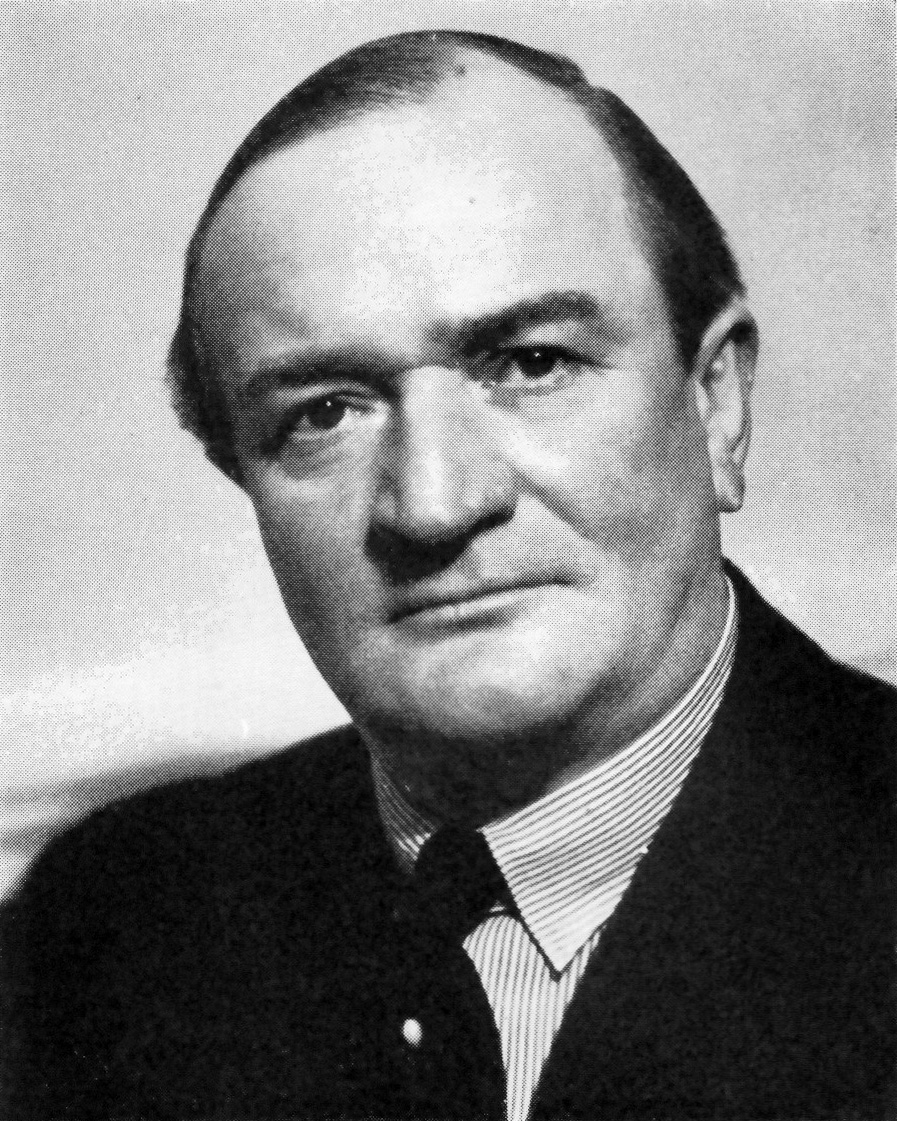
Gustav Möller.

Au niveau du travail et de la production, le modèle suédois repose sur la concertation entre les partenaires sociaux et sur la recherche du consensus. C'est sous l'impulsion de Gustav Möller, ministre aux Affaires sociales social démocrate de 1924 à 1951 avec une seule interruption entre 1926 et 1932 que se met en place un système de prestations universelles importantes (bien que Per Albin Hansson soit considéré comme le père de l'État-Providence en Suède). Afin de faire fonctionner ce système, la Suède connaît le plus haut taux de prélèvement obligatoire de l'OCDE (plus de 54 % du PIB au milieu des années 1990).
Grâce à une forte croissance économique, la Suède parvient à financer son modèle d'État-providence sans pour autant asphyxier son économie. Elle réussit à intégrer et faire profiter de son modèle ses grandes entreprises privées qui ont acquis une dimension mondiale : Volvo, Electrolux, Ericsson.
Mais ce système viable pendant une période de forte croissance se fragilise soudainement durant les années 1990. En 1995, un rapport de l'OCDE pointe :

« La forte pression fiscale et la générosité du système de sécurité sociale infligent à l'économie des pertes d'efficience qui pourraient être très lourdes en décourageant le travail et l'épargne. »

Tout au long des années 1990, on assiste à une certaine remise en cause du modèle suédois, caractérisée par la réduction de la générosité de l'État et par l'adoption d'une politique monétaire de rigueur (en rupture avec la tradition suédoise) dans une logique européenne. Le système des retraites est réformé, les allocations chômage sont diminuées, le budget des hôpitaux est amputé. Le modèle scandinave reste toutefois envié[réf. nécessaire] et souvent présenté comme exemplaire par des hommes politiques de nombreux pays.

#### En Nouvelle-Zélande
Le cas de la Nouvelle-Zélande est exemplaire de « la tentation », « en temps de crise », « de cibler davantage les prestations sur les plus nécessiteux ». En effet, si elle fut le premier pays à instaurer en 1926 un système universel d'allocations familiales, celles-ci ne sont plus attribuées que sous condition de ressource depuis 1990.

#### EnEspagne
L'état-providence est peu développé en Espagne : le pays possède un taux de prélèvements obligatoires très bas (37 % du PIB) et les dépenses sociales parmi les plus faibles de la zone euro (20,3 % du PIB). Les allocations familiales ne sont versées qu'aux familles dont le revenu ne dépasse pas les 11 000 euros par an. Le montant de cette aide est de 24,25 euros par enfant et par mois. La Sécurité sociale attribue en outre 100 euros par mois aux mères d'enfant de moins de 3 ans lorsqu'elles travaillent. Il existe peu de garderies publiques et elles sont réservées aux foyers les plus modestes. Le système espagnol ne prévoit aucune aide pour garde d'enfant à domicile. Il n'y a quasiment pas de logement sociaux non plus.

## Débats théoriques autour de l'État-Providence

### Théories économiques

#### Libéralisme
Les économistes classiques (A. Smith, D. Ricardo, R.T. Malthus et J. B. de Say, principalement) sont réticents à toute intervention de l'État dans l'économie (principe libéral du « Laisser faire, Laisser passer »).
Ils sont partisans d'un État-minimum où certaines formes d'intervention sont possibles, sinon souhaitables, à condition que « l'interventionnisme reste l'exception et la liberté la règle »[Qui ?] :
L'État assure ses fonctions régaliennes de Police, de Défense, et de Justice.
L'État peut être amené à garantir la bonne marche de la concurrence parfois menacée par les velléités d'entente et de monopoles des grandes entreprises. L’État doit assurer l'encadrement du marché par un ensemble de lois qui interdisent les positions dominantes et garantissent les parts de marché des petits commerçants pour mieux assurer l'allocation efficace des ressources.
L'État peut être amené à prendre en charge les équipements d'infrastructures ou les biens collectifs utiles à la société, lorsque l'initiative privée ne peut assurer leur mise en place et leur gestion ou que les mécanismes du marché se révèlent spontanément déficients.
Cela étant posé, l'intervention publique en matière sociale n'est pas systématiquement impossible :
Des économistes réputés classiques comme Adam Smith pointent dès 1776 les effets désastreux des externalités négatives : Ainsi la division du travail qui détériore fortement l'intellect des ouvriers. Convaincu des possibilités infinies et positives de la division du travail pour ce qui est de la production de richesse, A. Smith invite l'État à prendre en charge l'éducation des ouvriers pour en compenser les méfaits grâce à un système éducatif.
Selon Arthur Cecil Pigou le traitement des externalités négatives nécessite l'intervention publique. À ce titre, l'État peut justifier :
la mise en place de taxes (dites taxes pigouviennes) sur les activités produisant des externalités négatives,
ou au contraire, des subventions pour celles provoquant des externalités positives.

#### Keynésianisme

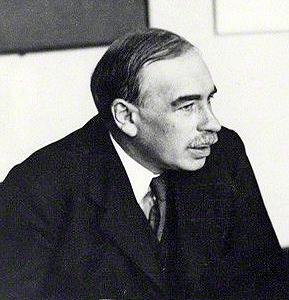
John Maynard Keynes.

Selon John Maynard Keynes (Théorie générale de l'emploi, de l'intérêt et de la monnaie, 1936), et le courant du keynésianisme, l'économie peut s'enliser dans des équilibres de sous-emploi durables que le marché ne peut seul résoudre.
« Quelle raison y a-t-il de penser que les millions d'individus qui décideront de consommer ou de ne pas consommer et les dizaines de milliers d'entreprises qui décideront d'investir ou de ne pas investir, vont, comme par miracle, former tous ensemble un niveau de demande effective impliquant le plein-emploi ».
En effet en période de crise :
Les consommateurs réduisent la demande effective qu'ils adressent aux différents marchés.
La plupart des marchés basculent vers le déséquilibre : les volumes offerts excèdent les volumes demandés.
Les anticipations négatives des entrepreneurs (leur pessimisme) contribuent à paralyser l'économie et souvent durablement.
Un cercle vicieux se forme, s'auto-alimente et se renforce pour conduire finalement à créer une situation de dépression plus ou moins accentuée.
Conclusion pratique : seul l'État peut relancer la machine économique essentiellement en reconstituant un niveau adapté de demande effective
Via la politique budgétaire, l'État peut s'endetter afin de relancer par de nouvelles dépenses les commandes des entreprises, qui, sources d'anticipations positives, relancent l'activité du système. Le retour de la croissance économique permet de combler rapidement le déficit budgétaire. Cet endettement doit être de courte durée et ne peut en aucun cas constituer une justification d'une situation de surendettement endémique se prolongeant sur plusieurs décennies.
Via la politique monétaire, il peut accroître la masse de monnaie en circulation dans l'économie (en baissant le taux d'intérêt). Cette politique "d'argent bon marché" aura pour effet de stimuler la demande effective, mais aussi la production des entreprises qui repart à la hausse, prévenant ainsi le risque d'inflation. Sous réserve que les entreprises mettent sur le marché les produits et services correspondant à la demande effective.
Toujours afin de stimuler et/ou d’accroître le volume de la demande effective, l'État peut présider à une répartition plus efficace des revenus :
1. En prélevant une partie des revenus ou du patrimoine des ménages les plus riches, qui manifestent en général une forte propension à épargner ;
2. Afin de les redistribuer aux ménages les moins riches, qui manifestent au contraire une forte et spontanée propension à consommer.

La pensée de Keynes pointe la possibilité de déséquilibres de court terme, qui peuvent se révéler parfois durables.
D'une manière plus générale, l'école keynésienne va s'attacher à montrer qu'une croissance économique équilibrée et basée sur les seuls mécanismes du marché, est hautement improbable à long terme. Elle peine par contre à montrer qu'une croissance durable basée sur la dépense publique soit sinon certaine, ou du moins probable.

### Approches politiques

#### État garant de la cohésion sociale
Des traditions politiques assignent à l'État le rôle d'assurer la cohérence d'ensemble de la société.
D'où les justifications historiques successives de son action :
- Initialement, l'intervention étatique est conduite par le principe de la charité organisée, destinée aux plus démunis, afin de lutter contre l'extrême pauvreté.
- Pour les économistes et philosophes utilitaristes du milieu du XIXe siècle, l'observation des conséquences sociales de la révolution industrielle provoque le rejet du dogme libéral. Ainsi, pour l'économiste John Stuart Mill (L'utilitarisme, 1861), l'économie de libre marché est sans doute la meilleure manière de créer la richesse mais la question de sa meilleure répartition reste ouverte. Dans la vision utilitariste, la justice n'est pas fondée sur les notions de mérite mais sur la notion d'utilité et de bonheur[76]. Ce qui est juste, c'est ce qui maximise[pas clair] le bonheur dans la société. Il est alors juste qu'une richesse qui n'apporte que peu à son propriétaire soit donnée à un autre qui en profitera bien plus. Dans cette perspective, la morale commande la recherche du bonheur collectif davantage que de la réussite personnelle. L'individu altruiste a le désir de vivre en paix et en harmonie avec ses semblables. Selon Jeremy Bentham, la théorie utilitariste de la justice sociale prétend alors qu'il faut assurer « le plus grand bonheur au plus grand nombre ». Les utilitaristes affirment donc que l'État doit :
  - Maximiser l'utilité sociale, c'est-à-dire la somme des bonheurs individuels. Les intérêts particuliers ne convergent pas spontanément et c'est à lui d'harmoniser artificiellement les rapports économiques entre les individus ;
  - Mettre en place de nouveaux rapports sociaux et se soucier de l'équité. Sans réduire les libertés, il faut par exemple que l'État mette en place un système d'éducation, de contrôle des naissances… le tout financé par des taxes sur les fortunes non gagnées.

- À la fin du XIXe siècle, les principes évoqués avec l'apparition de systèmes d'entraide plus évolués sont la notion de réciprocité et de solidarité : les sociétés de secours mutuels, les assurances contre les grands dangers de la vie chez William Beveridge, la retraite par répartition en France, ou les assurances diverses imposées par Bismarck se font dans une logique assurancielle et solidaire. Personne ne paye pour les autres, tout le monde contribue pour s'assurer contre les risques de la vie. On ne donne pas à l'autre par charité ou parce qu'on estime que sa situation est injuste, on collectivise les risques.
- Après 1945, le principe de redistribution des richesses apparaît en accord avec un certain idéal de justice sociale[réf. nécessaire], et ceci à la faveur du mélange :
  - d'une logique assurancielle (protection sociale assurée à ceux qui s'assurent, étant financée par les cotisations sociales) ;
  - d'une logique universaliste, sur le modèle beveridgien (une protection universelle est accordée à tous, financée par l'impôt).

Ce principe subira les critiques des libéraux d'abord, et des libertariens ensuite, en particulier depuis les années 1970 : ceux-ci sont opposés à toute forme d'intervention étatique, y compris celles visant à établir une certaine forme d'égalité[réf. nécessaire].

#### Harmonisation sociale hors de l'action de l'État
S'interroger sur l'harmonisation sociale, pose la question politique fondamentale de la cohabitation et de la convergence des intérêts particuliers et de l'intérêt général.
- Dans son ouvrage la Richesse des Nations, Adam Smith, y répond avec l'idée - qu'on retrouve dans l'image célèbre de la Main invisible - que les intérêts particuliers, par le jeu de leurs interactions, mènent à l'harmonie sociale. L'enrichissement des uns se fait au profit des autres, même des plus pauvres.

« Ce n'est pas de la bienveillance du boucher, du marchand de bière et du boulanger que nous attendons notre diner, mais bien du soin qu'ils apportent à leurs intérêts. Nous ne nous adressons pas à leur humanité, mais à leur égoïsme; et ce n'est jamais de nos besoins que nous leur parlons, c'est toujours de leur avantage. Il n'y a qu'un mendiant qui puisse se résoudre à dépendre de la bienveillance d'autrui. »

— Adam Smith, Recherches sur la nature et les causes de la richesse des Nations

« L'individu ne pense qu'à son propre gain ; en cela -comme dans beaucoup d'autres cas, il est conduit par une « main invisible » à remplir une fin qui n'entre nullement dans ses intentions; et ce n'est pas ce qu'il y a de plus mal pour la société que cette fin n'entre pour rien dans ses intentions. Tout en ne cherchant que son intérêt personnel, il travaille souvent d'une manière bien plus efficace pour l'intérêt de la société, que s'il avait réellement pour but d'y travailler. Je n'ai jamais vu que ceux qui aspirent, dans leurs entreprises de commerce, à travailler pour le bien général aient fait beaucoup de bonnes choses. Il est vrai que cette belle passion n'est pas très commune parmi les marchands et qu'il ne faudrait pas de longs discours pour les en guérir. »

— Adam Smith, La Richesse des Nations, Livre II, Chap. IV
- Les économistes néoclassiques contredisent les thèses utilitaristes en développant et en explicitant le concept d'équilibre économique optimal :
  - L'optimum de Pareto est défini comme la situation dans laquelle aucun individu ne peut voir sa situation améliorée sans que cela ne nuise à celle d'un autre. Or, l'État ne peut donc intervenir en faveur de certains individus, si par ailleurs son intervention nuit à d'autres (sauf à être partial) ;
  - Vilfredo Pareto préconise « le moindre risque pour le plus petit nombre ». Si l'État souhaite intervenir, il se doit d'indemniser systématiquement les individus, riches ou pauvres, qui se sentiraient lésés par sa décision.
  - Même si pour les néoclassiques l'intervention de l'État cause des injustices sociales, le fondateur de cette école, Léon Walras, évoque, dans ses "traités", d'"économie appliquée" et d'"économie sociale", la possibilité d'intervention de la puissance publique dans le secteur économique en utilisant certains mécanismes comme la "nationalisation des terres agricoles" dans le but de corriger des défaillances possibles du marché libre[51].

#### Notion de Justice sociale selon Rawls
Selon John Rawls, (Théorie de la justice, 1971), les inégalités économiques peuvent être légitimes à condition qu'elles soient aménagées de sorte que :
1. L'accès aux droits procurés par la citoyenneté doit être garantie ;
2. La répartition de la richesse et des revenus n'a pas besoin d'être égale, elle doit être à l'avantage de chacun ;
3. Les positions d'autorité et de responsabilité doivent être accessibles à tous (égalité des chances).

Le premier point constitue un principe de liberté, prioritaire vis-à-vis des deux points suivants qui forment un principe de différence. Ces trois points constituent le contrat social établi entre les individus réunis au sein d'un même État. Ainsi si l'économie de marché ne peut garantir ces trois points, alors l'existence d'un État-providence est essentielle.
La réalisation du principe de justice sociale se trouve dans le second point : toute inégalité ne peut être justifiée que si elle profite au plus désavantagé. Finalement, ce principe du minimax renvoie donc à des questions d'ordre économique dès lors que, pour faire bref, les libéraux expliqueront que l'extrême enrichissement des uns peut permettre une réduction de la misère des autres, tandis que les keynésiens expliqueront que la redistribution, en garantissant la stabilité économique, est non seulement profitable aux plus pauvres, mais aussi aux riches.

## Critiques
La critique de l'interventionnisme étatique développé à l'occasion de l'État-providence (et du keynésianisme en tant que source d'inspiration forte) provient essentiellement de l'École Libérale :
- Critique globale par des penseurs comme Tocqueville ou Schumpeter
- Critique économique par les monétaristes dès les années 1960, les tenants des théories du supply side dans les années 1970 et plus récemment la nouvelle économie classique.

### Critiques philosophiques

#### Tocqueville: les risques de l'individualisme égalitariste

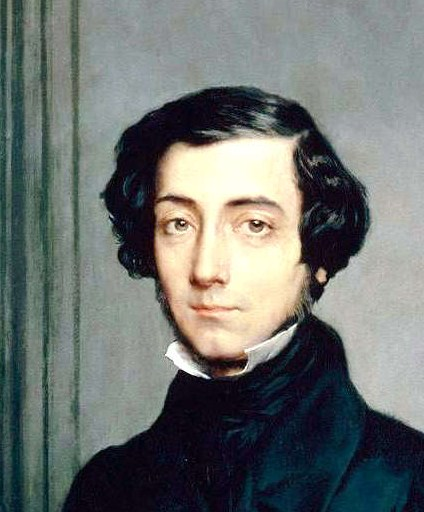
Alexis de Tocqueville.

Dans De la démocratie en Amérique, Alexis de Tocqueville fait de la passion de l'égalité le trait fondamental du phénomène démocratique. L'égalité est une réclamation de toutes les révolutions :

« La Liberté n'est pas l'état principal et continu du désir des peuples dont l'état social est démocratique. Ce qu'ils aiment d'un amour éternel, c'est l'égalité ; ils s'élancent vers la liberté par impulsion rapide et par efforts soudains et s'ils manquent leur but, ils s'y résignent ; mais rien ne saurait les satisfaire sans l'égalité et ils consentiraient plutôt à périr qu'à la perdre. »

Dans les cahiers de doléances en 1789, la demande d'égalisation des droits est fréquente. Pour Alexis de Tocqueville, la démocratie tend à créer un individualisme égalitariste. Tocqueville constate que :
- l'individu est prêt à remettre sa liberté au pouvoir collectif, garant de la sauvegarde de l'égalité sociale : « l'unité, l'ubiquité, l'omnipotence du pouvoir social, l'uniformité de ses règles, forment le trait saillant qui caractérise les systèmes politiques enfantés de nos jours »[78].
- la grande industrie est le point de départ de l'interventionnisme : « l'État est obligé d'intervenir dans les rapports entre les riches industriels et les pauvres ouvriers, donc dans les rapports sociaux, domaine dont il est exclu jusque-là ; il doit encore intervenir dans l'édification des grands travaux publics dont la nécessité se fait de plus en plus vivement sentir et pèse ainsi d'un poids énorme dans l'activité économique du pays »[79]. Ou encore : « l'État est amené à s'occuper de la charité et de la religion, dont il paie le personnel, rétribue les prêtres. Il les contrôle non seulement du point de vue de l'organisation, mais le domaine du temporel étant parfois difficile à distinguer du spirituel, il arrive à s'immiscer dans le dogme et par là, contrôle jusqu'au plus profond de l'âme de chaque homme »[79].

De là naîtrait une servitude consentie où l'individualité tend à disparaître au profit d'un pouvoir qui ne cesse de s'accroître dans le but de mieux protéger. Tocqueville en vient à se demander : « Cet État se veut si bienveillant envers ses citoyens qu'il entend se substituer à eux dans l'organisation de leur propre vie. Ira-t-il jusqu'à les empêcher de vivre pour mieux les protéger d'eux-mêmes ? »[réf. souhaitée] Il parle ainsi d'un pouvoir « absolu, détaillé, régulier, prévoyant et doux »[réf. souhaitée] ; perspective qui ne l'enchante pas : « j'ai pour les institutions démocratiques un goût de tête, mais je suis aristocrate par instinct, c'est-à-dire que je crains et méprise la foule. J'aime avec passion la liberté, l'égalité et le respect des droits, mais non la démocratie ».

#### Schumpeter: Les dangers de la dépendance du peuple vis-à-vis de l'État
On retrouve une vision similaire chez Joseph Schumpeter dans Capitalisme, socialisme, et démocratie où les progrès induits par l'histoire du capitalisme permettent l'émergence d'une importante classe intellectuelle sensible aux problèmes sociaux et pousse la société vers le socialisme.
Joseph Schumpeter d'abord, craint que se développe dans le socialisme une dépendance du peuple envers l'État, dépendance qui, sans remettre forcément en cause les fondements de la démocratie, risque de les mettre à mal. Pour lui le capitalisme est plus démocratique que le socialisme :

« Une classe dont les intérêts sont le mieux servis par une politique de non-intervention met plus facilement en pratique la discrétion démocratique que ne sauraient le faire des classes qui tendent à vivre au crochet de l'État. »

— Joseph Aloïs Schumpeter, Capitalisme, Socialisme et Démocratie, 1942

### Critiques économiques

#### Toute intervention de l'État perturbe l'économie
Les Économistes libéraux, au nom de l'efficacité des marchés, imagée par la main invisible, dénoncent l'État interventionniste. En intervenant l'État joue un rôle perturbateur notamment sur les prix, en dénaturant leur fonction première à savoir l'information sur l'affectation des ressources que désire le public. Or, selon les libéraux, cette information est cruciale pour une organisation décentralisée et efficace de l'économie.

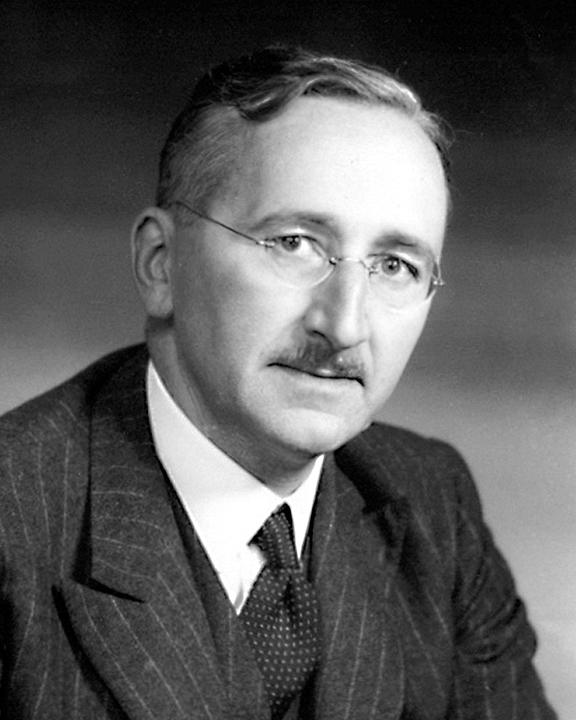
Friedrich von Hayek.

Pour Friedrich August von Hayek, « La fonction des prix et des salaires est moins de rétribuer les individus pour ce qu'ils ont fait que de leur dire ce qu'ils devraient faire dans leur propre intérêt comme dans l'intérêt général ».
- Il en résulte clairement que l'utilité et le besoin d'un bien économique ressenti par la société doit être exprimé par un prix, résultant du libre jeu du marché, synthèse de l'offre et de la demande et indicateur de rareté. Sous cette hypothèse, les prix de marché orientent infailliblement les capitaux et les travailleurs vers les décisions les plus rentables et finalement les plus utiles.
- À l'inverse, l'interventionnisme d'État, via les commandes d'État et les subventions publiques par exemple, modifie la pertinence des prix et vont par conséquent détournent les capitaux et les travailleurs de leur meilleure allocation.
- De même en matière de redistribution : les libéraux considèrent que les facteurs de production (travail et capital) sont rémunérés à leur juste valeur lorsque celle-ci résulte du libre fonctionnement du marché. L'intervention de l'État ne pouvant que nuire au cours normal des choses et amoindrir l'efficacité du marché. Ainsi, l'instauration d'un salaire minimum, ou de cotisations sociales perturbe le marché du travail et peut conduire à exclure de l'emploi tous les travailleurs faiblement qualifiés dont l'embauche ne devient ainsi plus rentable.

#### Risque d'une pression fiscale négative

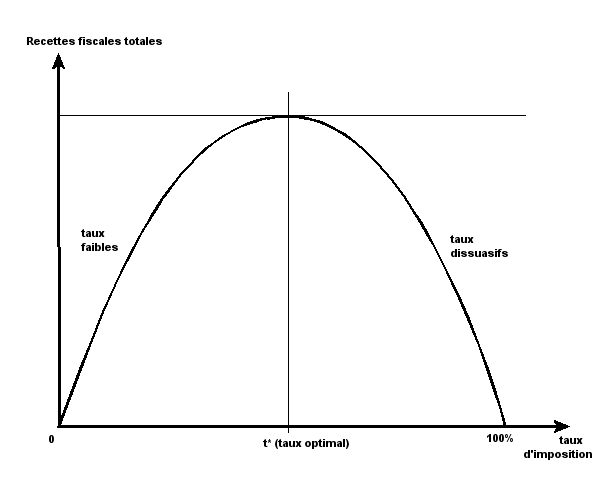
Courbe de Laffer dans un pays à tolérance fiscale moyenne. Dans les pays à faible tolérance fiscale, le taux de pression fiscale optimal se rapproche de l'origine. Dans les pays de forte tolérance fiscale, le taux optimal se déplace vers la droite.

La hausse des taux d'imposition décourage le travail ou l'épargne, provoque à terme une réduction de l'activité, et finalement les rentrées fiscales. D'où la célèbre formule d'Arthur Laffer : « trop d'impôt tue l'impôt », car l'impôt excessif, en décourageant l'activité, en viendrait à détruire sa base même. Au delà "du seuil dissuasif" (point maximal de la courbe dans le graphe ci-contre), à toute augmentation du taux d'imposition correspond une augmentation moins élevée de la recette fiscale totale.
La thèse est proche de celle d'Adam Smith :
- « l'impôt peut entraver l'industrie du peuple et le détourner de s'adonner à certaines branches de commerce ou de travail, qui fourniraient de l'occupation et des moyens de subsistance à beaucoup de monde. Ainsi, tandis que d'un côté il oblige le peuple à payer, de l'autre il diminue ou peut-être anéantit quelques-unes des sources qui pourraient le mettre plus aisément dans le cas de le faire. »
- « Des impôts lourds, parfois en diminuant la consommation des biens taxés, parfois en encourageant la fraude, engendrent souvent des recettes fiscales plus faibles que celles qui auraient pu être obtenues avec des taux plus modestes. »
- « Tout impôt doit être conçu de manière qu'il fasse sortir du peuple le moins d'argent possible au-delà de ce qui entre dans le Trésor d'État, et en même temps, qu'il tienne le moins longtemps possible cet argent hors des mains du peuple avant d'entrer en ce Trésor. »

L'argumentation de Laffer pointe que l'excès de fiscalité génère trois séquences contre-productives. Au-delà du taux optimal de pression fiscale :
1. l'incitation au travail est diminuée puisque les agents travaillent davantage pour l'État que pour eux-mêmes
2. le rapport entre travail/loisirs est déséquilibré, le contribuable payant davantage d'impôt est incité à substituer le loisir au travail. Cet effet de substitution devient plus important que l'effet de revenu (le contribuable préfère travailler moins que plus pour compenser l'impôt)[51]
3. le revenu de l'épargne est diminué : La consommation immédiate est privilégiée aux dépens de l'investissement productif à moyen terme.

Les économistes libéraux, en particulier l'École autrichienne et celle de Chicago s'opposent à cela en plusieurs points, tout d'abord les services mis à disposition par l'État peuvent être tarifés certes de manière beaucoup plus souple, et être éventuellement totalement gratuits ou partiellement subventionnés, ce qui n'est pas forcément gratuit pour le consommateur puisqu'il paie d'une manière ou d'une autre par l'impôt. Les prix fixés par les entreprises sont dans une logique de rentabilité mais doivent prendre aussi en compte le concept de concurrence, elles ne peuvent se permettre des dépenses fastes et inutiles ce qui n'est pas le cas des monopoles publics subventionnés par le contribuable qui peuvent entretenir une bureaucratie et le gaspillage des ressources.
Ensuite les impôts prélevés peuvent l'être selon une logique de proportionnalité, voire de progressivité, les plus aisés paient pour que les moins fortunés accèdent aux services publics à moindre coût. Les entreprises facturent des clients en respectant l'axiome que le prix d'un même article ou d'un même service ne peut être discriminatoire d'un client à l'autre, donc les ménages au plus faible revenu sont exclus du marché. Toutefois l'impôt diminue le pouvoir d'achat des ménages, l'épargne, les investissements et par conséquent freinent la croissance qui pourrait diminuer la pauvreté et le chômage ce qui garantirait l'accession à un coût réel de ces services.
De plus, les investissements publics perturbent toujours le prix du marché basé sur l'offre et la demande, par exemple lorsque l'État stimule la demande ou l'offre du logement il entretient et fait gonfler une bulle spéculative qui se retourne une fois qu'elle éclate contre ceux qui ont investi dans le marché de l'immobilier et les appauvris, c'est le cas actuellement des États-Unis ou de l'Espagne.
Enfin les décisions concernant l'utilisation des impôts sont en principe faites par le législatif, certes élu mais les décisions sont arbitraires car en réalité les citoyens contrairement à ce que veut l'article 14 de la Déclaration des Droits de l'Homme et du Citoyen ne sont pas consultés, les entreprises dirigées par des actionnaires fixent arbitrairement les prix lorsqu'elles sont en situation de monopole mais en situation de concurrence le consommateur a le choix entre la qualité du service et son prix.

#### Critique monétariste et nouveaux classiques
Le Premier choc pétrolier de 1973 marque le début du succès du monétarisme mené par Milton Friedman un des chefs de file des anti-keynésiens depuis les années 1960. Selon Friedman, le rôle de l'État, vu par Keynes, devient néfaste notamment parce que les agents sont moins sensibles aux politiques conjoncturelles : les ménages font des anticipations d'une hausse des impôts (et vont donc augmenter leur épargne pour que leur consommation reste stable sur l'horizon long terme).
Ainsi, Friedman prône une baisse de la pression fiscale et une rigueur budgétaire (opposée aux politiques keynésiennes d'endettement).
Les nouveaux classiques (Lucas et Sargent en particulier) considèrent que, selon l'axiome des anticipations rationnelles, les agents réduisent leurs activités immédiatement après que les pouvoirs publics décident de mettre en place une politique de relance.
D'une manière plus générale, le modèle keynésien ne devient plus pertinent dû au phénomène de mondialisation des économies du XXe siècle : la propension marginale à importer des agents économiques augmente très fortement, ce qui diminue (voir inverse) l'effet multiplicateur d'une politique de relance économique keynésienne, provoquant un endettement de l'État (observé en 1981 sous la présidence Mitterrand avec l'échec économique du Programme commun).

### Critiques politiques

#### Inefficacité et caractère néfaste de la redistribution des revenus
La redistribution des revenus par l'État suit deux logiques :
- la redistribution horizontale, où les prestations sociales sont fournies indépendamment des revenus. L'actif paie pour les retraités, les bien-portants pour les malades, les célibataires pour les familles nombreuses, etc. Les mécanismes de Sécurité Sociale en sont une bonne illustration. En France, ce type de redistribution joue un rôle important au moins quantitativement : le budget de la Sécurité sociale est supérieur à celui de l'État.
- la redistribution verticale est une notion plus globale qui envisage l'effet de la redistribution en termes de réduction des inégalités relatives des catégories sociales (ouvriers, agriculteurs, employés, cadres, etc.) c'est-à-dire les mécanismes de redistribution de la richesse d'une catégorie sociale à une autre, et notamment d'un niveau de richesse ou de revenus à un autre.

Les chiffres montrent que la part de la redistribution horizontale est largement supérieure à celle de la redistribution verticale. Aussi peut-on se demander si la redistribution effectuée par l'État ne profite-t-elle pas davantage aux classes moyennes qu'aux classes défavorisées. C'est l'avis de Robert Nozick. En effet les premières connaissent davantage la législation que les secondes et sont donc plus à même de réclamer leur dû.
Il suffit de prendre l'exemple de la gratuité de l'enseignement supérieur pour comprendre le phénomène. Le jeune qui renonce à faire de longues études commence à travailler plus tôt et paye des impôts. Celui qui poursuit sa formation reçoit un enseignement gratuit financé par la fiscalité. La redistribution se fait à l'envers puisque les enfants des classes moyennes vont davantage à l'université que ceux issus des classes défavorisées
Bien que les riches profitent presque autant que les pauvres des transferts publics, ils sont malgré tout la source des deux-tiers des prélèvements. Toutefois ces chiffres ne prennent pas en compte les services non marchands fournis par l'État, comme les dépenses d'éducation.
| | Transferts publics (versements) | Transferts publics (versements) | Transferts publics (versements) | Prélèvements          | Prélèvements        | Prélèvements         |
| --- | ------------------------------- | ------------------------------- | ------------------------------- | --------------------- | ------------------- | -------------------- |
| Pays | 30 % les plus pauvres           | 40 % intermédiaires             | 30 % les plus riches            | 30 % les plus pauvres | 40 % intermédiaires | 30 % les plus riches |
| France | 35,6                            | 39,3                            | 25,1                            | 8,7                   | 23,5                | 67,9                 |
| États-Unis | 41,4                            | 35,5                            | 23,0                            | 6,3                   | 28,4                | 65,3                 |
| Niveau moyen OCDE                                                                                             | 36,2                            | 37,9                            | 25,9                            | 8,0                   | 32,7                | 59,4                 |
| Chiffres de l'OCDE pour la France (1994), les États-Unis (1995), etc. pour la population en âge de travailler |                                 |                                 |                                 |                       |                     |                      |

| tableau en % dans les pays de l'OCDE | Taux de pauvreté avant transferts | Taux de pauvreté après transferts |
| ------------------------------------ | --------------------------------- | --------------------------------- |
| Selon l'OCDE en 2000                 | 26,5                              | 10,5                              |

#### Critique de l'assistanat
Elle pointe que « l'assistance publique » n'a pas les effets souhaités et que bien au contraire elle enferme ses bénéficiaires et la société elle-même dans des logiques incontrôlées et aliénantes. Cette perspective est illustrée par Malthus qui, dans son Essai sur le principe de population (1798), fustige les aides apportées aux pauvres :
- « Il y aura toujours des pauvres ». La pauvreté est un puits sans fond et les aides sont inefficaces face à ce qu'il appelle le principe de population : « De la difficulté de se nourrir résulte un frein puissant agissant constamment sur la population […] Cette inégalité naturelle entre le pouvoir multiplicateur de la population et le pouvoir de production de la terre et cette importante loi de nature qui maintient constamment leurs effets en équilibre constituent le grand obstacle qui me parait insurmontable sur le chemin de la perfectibilité de la société. Tout autre argument n'a qu'une faible et secondaire importance en regard de celui-ci. Je ne vois aucun moyen par lequel l'homme puisse échapper au poids de cette loi qui s'impose à toute nature vivante. Aucune utopie égalitaire, aucun code agrarien, même poussé à l'extrême ne pourrait en écarter le joug, ne fût-ce que pour un siècle. Et cette loi semble s'opposer de façon décisive à l'éventualité d'une société dont tous les membres vivraient dans l'aisance, le bonheur et le loisir correspondant, sans éprouver la moindre angoisse pour assurer leur subsistance et celle de leur famille »[86].
- « Secourir les pauvres, c'est multiplier la pauvreté et encourager l'immoralité » : « Un homme qui est né dans un monde déjà possédé, s'il ne peut obtenir de ses parents la subsistance qu'il peut justement leur demander, et si la société n'a pas besoin de son travail, n'a aucun droit de réclamer la plus petite portion de nourriture et, en fait, il est de trop au banquet de la nature. Il n'a pas de couvert vacant pour lui. Elle lui recommande de s'en aller et elle mettra elle-même promptement ses ordres à exécution s'il ne peut recourir à la compassion de quelques-uns des convives du banquet. Si ces convives se serrent et lui font place, d'autres intrus se présentent immédiatement et demandent la même faveur. Le bruit qu'il existe des aliments pour tous ceux qui arrivent remplit la salle de nombreux arrivants qui réclament. L'ordre et l'harmonie des invités sont troublés. L'abondance qui régnait auparavant se transforme en disette et le bonheur des convives est détruit par le spectacle de la misère et de la gêne qui règnent en toutes les parties de la salle et par la clameur importune de ceux qui sont justement furieux de ne pas trouver les aliments sur lesquels on leur avait appris à compter. Les convives reconnaissent trop tard l'erreur qu'ils ont commise en contrecarrant les ordres stricts à l'égard des intrus donnés par la grande maîtresse du banquet »[86].

En application de ses idées, Malthus préconise -outre la restriction volontaire des naissances-, la modification de la Loi des Pauvres (1807).

#### Critique marxiste
Pour les marxistes, l'État-providence est une « béquille du capital ». En pratiquant le Capitalisme d'État, l'État est amené à compenser l'inefficacité du capitalisme et à le soutenir — d'où l'image de la « béquille » — en réorganisant la distribution des richesses et en soutenant la demande et les profits. Pour ces auteurs, l'État-providence relève d'une forme d'acharnement thérapeutique visant à maintenir artificiellement le régime économique, en protégeant les profits du capital et en masquant ses effets sociaux les plus brutaux. De façon à minimiser la critique et empêcher l'émergence du communisme.

#### Critique libertarienne

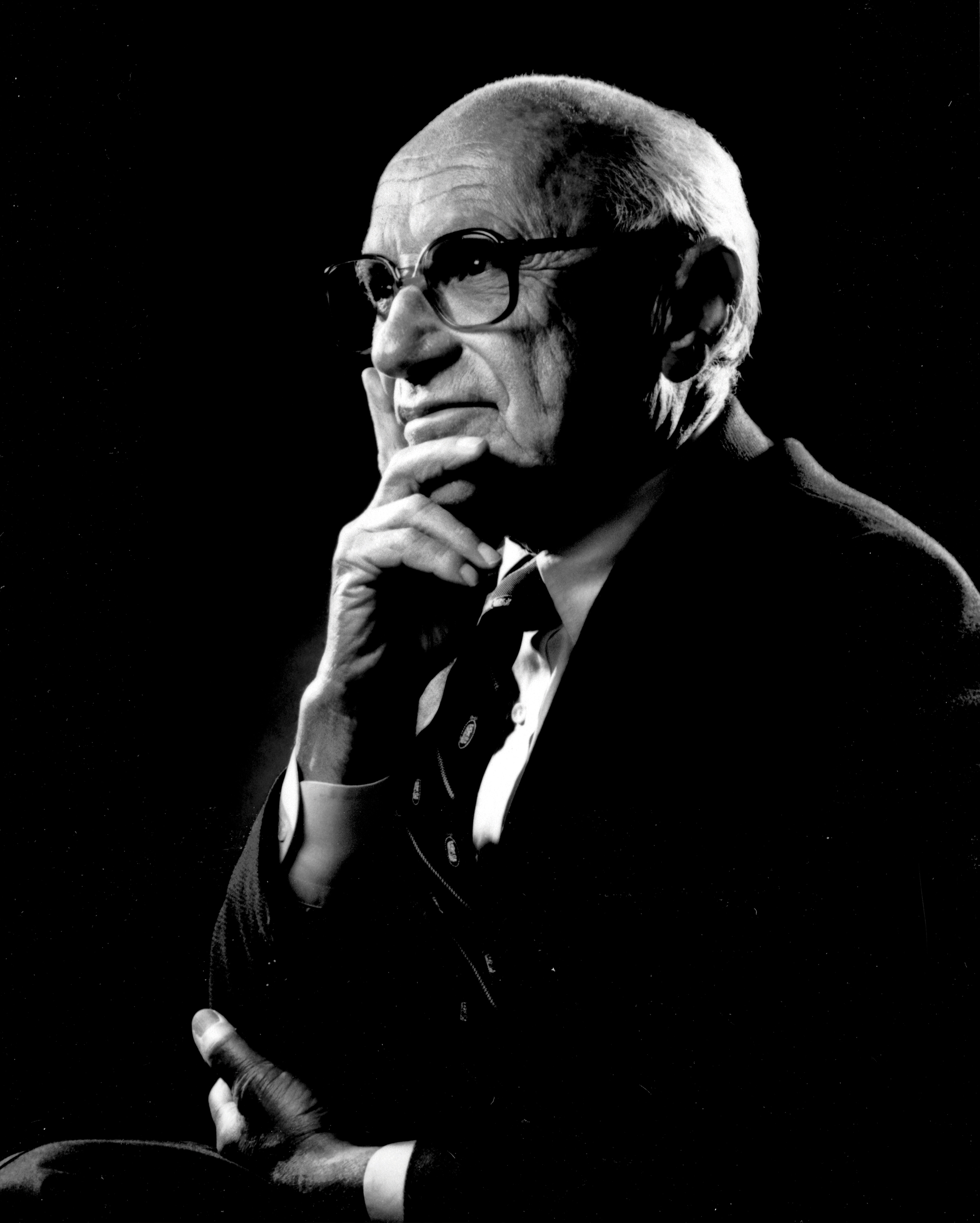
Milton Friedman.

Les Libertariens et le courant du libertarianisme estiment que les inégalités économiques sont librement consenties par les individus. En effet, l'échange économique sur le marché est toujours volontaire et l'État n'a aucune légitimité à intervenir.
Ainsi pour Robert Nozick (Anarchie, État et utopie, 1974), l'un des critiques majeurs de John Rawls, « suivant la conception de la justice fondée sur les droits aux avoirs, il n'est pas d'argument basé sur les deux principes de la justice distributive - les principes de l'acquisition et du transfert - à l'appui d'un État plus étendu. »
L'État n'a pas à imposer aux individus sa vision du « juste. » Il dénonce le phénomène de l'envie et de la jalousie que cache en partie le concept de justice sociale et se demande : « Pourquoi certaines personnes préfèrent-elles que d'autres n'aient pas de meilleurs résultats dans quelque domaine que ce soit, plutôt que d'être heureuses de ce qu'une autre personne soit à l'aise ou ait de la chance ? »
Nozick prend l'exemple du joueur de basket-ball Wilt Chamberlain : « Si les spectateurs veulent payer un supplément pour le voir jouer, alors ses revenus colossaux sont les fruits d'un libre consentement. » On ne peut donc y voir, selon Nozick, aucune forme d'injustice.
Toutefois les libertariens sont divisés au sujet de la justice des dotations initiales : l'étude de l'appropriation des richesses, soit dans une perspective historique (avant l'avènement de l'économie de marché : colonialisme, esclavagisme, féodalisme…), soit dans ses aspects contemporains, pose la question - toujours non élucidée- des sources d'inégalités liées à la transmission et à l'héritage. L'unanimité n'est donc pas faite sur l'opportunité de l'intervention de l'État en la matière.

#### Hayek: l'inanité de la Justice sociale
Dans son ouvrage Droit, législation et liberté, l'économiste Friedrich Hayek dénie toute pertinence à la notion de justice sociale. Il note que l'usage courant du mot injustice peut renvoyer à la malchance : « Ainsi parle-t-on d'injustice lorsqu'un effort méritoire, une idée brillante ne sont pas justement récompensés, parce que le sort en a décidé autrement. Dans une telle situation, les hommes s'indignent, mais personne n'est responsable, et rien ne peut être fait pour qu'il en soit autrement ».
La « justice sociale » dérive de ce même sentiment d'injustice vis-à-vis de la répartition des richesses dans une économie de marché, sans qu'il n'y ait pour autant quelqu'un à blâmer. En effet personne n'est chargé de la fixation des revenus dans une économie de marché. Il n'existe donc personne qui serait l'auteur de l'injustice et dès lors le mot injustice n'est pas employé à bon escient.
D'après Hayek, « la société est simplement devenue la nouvelle divinité à qui adresser nos plaintes et réclamer réparation si elle ne répond pas aux espoirs qu'elle a suscités. Il n'y a ni individu, ni groupe d'individus coopérant ensemble, à l'encontre de qui le plaignant aurait titre à demander justice, et il n'y a pas de règle de juste conduite imaginable qui, en même temps, procurerait un ordre opérationnel et éliminerait de telles déceptions ».
Hayek déclare dans son ouvrage Vrai et faux individualisme : « Il y a toutes les différences du monde entre traiter les gens de manière égale et tenter de les rendre égaux. La première est une condition pour une société libre alors que la seconde n'est qu'une nouvelle forme de servitude ».
Pourtant, Hayek et nombre de libéraux comme Milton Friedman reconnaissent que la liberté est nulle pour celui qui ne peut « disposer d'un minimum vital pour sa subsistance, [pour] se sentir à l'abri des privations physiques élémentaires ».
Ils condamnent les excès de certains courants libéraux puristes et pointent que de nombreux avantages ou désavantages économiques sont totalement immérités : héritages, handicaps…[réf. nécessaire]
Et soutiennent que le modèle de l'économie de concurrence pure et parfaite est un leurre.
Refusant les systèmes handicapant les entreprises comme le salaire minimum, Milton Friedman préconise alors l'instauration d'un « impôt négatif » pour remplacer l'intégralité des subventions versées de façon dispersée.

## Réflexions contemporaines

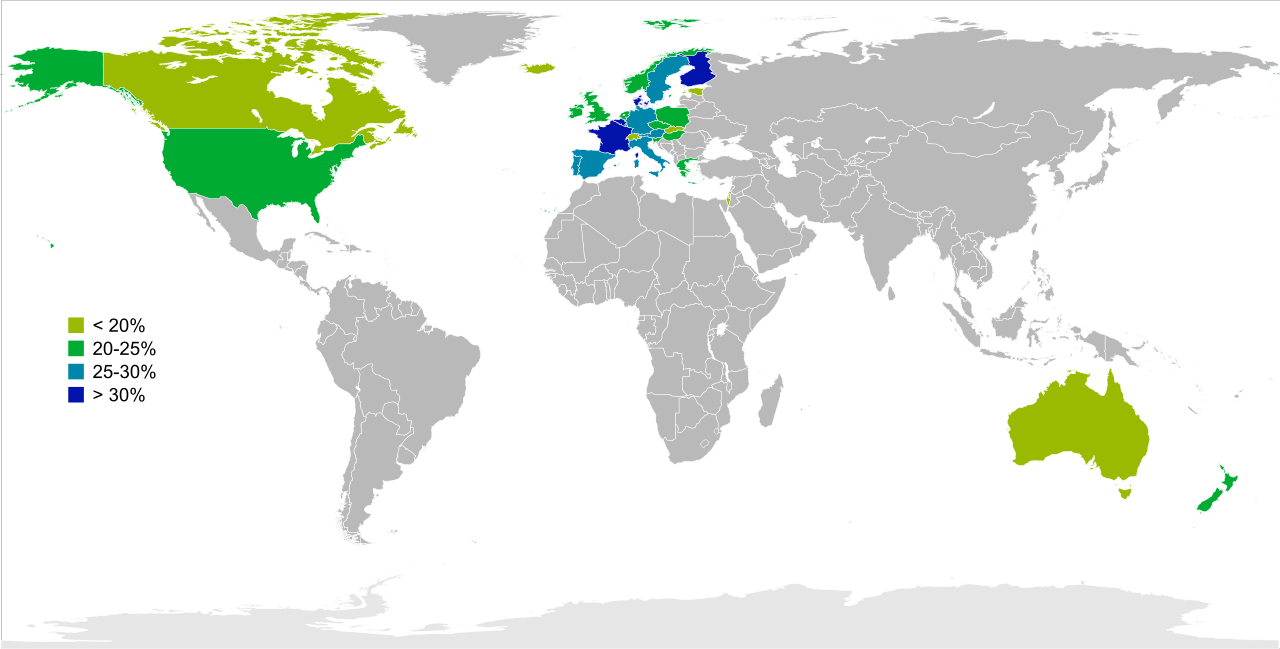
% du PIB consacré aux dépenses sociales dans les pays de l'OCDE en 2013.

### Constatation des effets d'une tendance de long terme
Le poids des dépenses publiques dans l'activité économique s’accroît de façon irrégulière tout au long du XXe siècle. Cette croissance est marquée par de fortes accélérations liées à des contextes historiques particuliers telles les guerres et les crises économiques. Ces augmentations se révèlent le plus souvent irréversibles, (effets dits « de cliquet »), bien que certaines périodes de prospérité permettent de réduire sensiblement les prélèvements publics.
En 1867, dans ses Fondements de l'économie politique, Adolf Wagner explique que « plus la société se civilise, plus l'État est dispendieux » (loi de Wagner). À ses yeux l'augmentation des dépenses publiques s'explique par l'apparition de deux catégories de nouveaux besoins : Plus l'économie se développe, plus l'État doit investir en infrastructures publiques et d'autre part, plus le niveau de vie de la population augmente, plus celle-ci accroît sa consommation de biens dits supérieurs, comme les loisirs, la culture, l'éducation, la santé… qui sont des biens dont l'élasticité-revenu est supérieure à 1. En d'autres termes, la consommation de ces biens augmente plus vite que le revenu de la population.
Ce mouvement historique trouve de nombreuses explications dans la théorie économique :
Selon A.T. Peacock et J. Wiseman et leur « théorie des effets de déplacement », l'augmentation du rôle de l'État dans la vie économique à la suite d'évènements exogènes (les guerres par exemple) ne peut être totalement corrigé par la suite, et ce pour deux raisons. D'une part la « tolérance fiscale » est modifiée, à savoir que la population s'est accoutumée à un taux d'imposition qu'elle aurait jadis trouvé intolérable, d'autre part les guerres et les crises provoquent de nouvelles dépenses publiques à long terme (prise en charge d'invalides, d'exclus, reconstruction, etc.).
Ensuite, selon la théorie de la productivité différentielle, l'État fournit essentiellement des services de main d'œuvre, c'est-à-dire des services nécessitant davantage de travail que de capital. C'est par exemple le cas dans l'éducation, où les infrastructures représentent un coût très faible comparativement aux salaires des professeurs. Au contraire, les activités privées connaissent des gains de productivité beaucoup plus rapide. Le différentiel de productivité entre le privé et le public contraint le secteur public à prendre un poids de plus en plus important au sein de l'économie pour maintenir la qualité de ses prestations, tandis que le secteur privé produit au contraire à coûts toujours moindres.

### Tournant des années 1970–1980
L'évolution continue à long terme est toutefois contrariée depuis les années 1970. À la suite du choc pétrolier, l'État-providence est fortement remis en cause, notamment par les libéraux ainsi que les conservateurs américains. Dans d'autres pays, comme en France, l'État-providence semble de plus en plus en peine pour remplir ses objectifs tandis que se profilent de nombreuses crises qui pourraient remettre en cause la capacité de l'État à assurer certaines fonctions, comme le problème du déficit permanent de la sécurité sociale, ou les très grandes difficultés du système de retraite par répartition.
Pierre Rosanvallon dans son ouvrage La Crise de l'État-providence (1981) résume les interrogations posées alors que certaines formes de l'État-providence rencontrent des difficultés à se financer du fait :
- de mutations importantes que connaissent les sociétés qui pratiquent l'État-providence (mutations démographiques, sociologiques, économiques, institutionnelles et idéologiques) en particulier sous la pression du vieillissement de la population, du fait individualiste (entre autres réponses : l'éthique de la sollicitude) ;
- de l'arrêt de la période favorable à son essor et à son financement (période dite des Trente Glorieuses) ;
- de la diversité des principes et pratiques revendiquées par les États et les sociétés où il a été mis en place.

### Trois crises de l'État-providence
Selon l'historien et sociologue socialiste Pierre Rosanvallon, le modèle de l'État-providence connaîtrait depuis les années 1970 une triple crise.
1. Une crise financière: la fin de la forte croissance des Trente Glorieuses remet en cause le mode de financement de l'État[93] tandis que la prise en charge sociale et économique des victimes de la récession accroît ses dépenses[93]. Les impôts touchent une part toujours croissante de la population et deviennent de plus en plus impopulaires.
2. Une crise d'efficacité, laquelle est de plus en plus contestée. L'État ne parviendrait pas (ou plus) à résoudre les problèmes socio-économiques comme il semblait y parvenir auparavant. Le chômage augmente, la mobilité sociale diminue. La théorie économique remet en cause le compromis keynésien et l'efficacité de l'État[94].
3. Une crise de légitimité. Une opacité des dépenses publiques susciterait des questions quant à l'utilisation de la solidarité nationale[95]. L'État-providence se trouverait devant la question de sa « limite sociale »[95]et ses mesures seraient davantage perçues comme des impôts supplémentaires que des opportunités de redistribution.

Bien qu'antilibéral, Rosanvallon préconise l'allégement du poids de l'État par le transfert des missions de solidarité à la société civile et le développement de l'initiative locale. Cette réforme nécessiterait selon lui, d'une part, une réduction de la durée du temps de travail qui permettrait le développement des activités sociales et, d'autre part, une rationalisation/« débureaucratisation ». Enfin, pour lui redonner sa légitimité, il faut accroître la visibilité qu'ont les citoyens du fonctionnement de l'État. De l'autre, l'efficacité de l'État-providence et ses fondements intellectuels sont critiqués, en particulier par les libéraux. Pour ces critiques, l'État-providence, et son corollaire, l'abolition de la responsabilité individuelle, sont très loin de juguler la pauvreté : au contraire ils l'encouragent, l'incitent, et débouchent concrètement à des transferts de richesse entre pauvres eux-mêmes et au blocage de la promotion sociale : « Le gouvernement démocratique est constamment obligé d'assembler et de maintenir unie une majorité, en accédant aux demandes d'une multitude d'intérêts sectoriels, dont chacun ne consentira à ce que des avantages spéciaux soient conférés aux autres groupes qu'à la condition d'obtenir que soient aussi bien traités ses intérêts à lui »

### Renouvellement des critiques de l'État-Providence
Plus sceptique, l'analyse libérale ironise sur la pseudo efficacité de l'intervention publique et le contentement des « experts » de la fonction publique, les bureaucrates. À leur propos, Friedrich Hayek écrit : « [ils] sont toujours en faveur du développement des institutions dont ils sont experts ». La dépendance des hommes politiques vis-à-vis des grands corps de l'État les empêche d'enrayer le développement des services publics. D'autre part la bureaucratie fonctionne selon des règles absurdes d'un point de vue managérial. Les gestionnaires de la fonction publique sont tentés par exemple de maximiser les coûts afin que le budget qui leur est alloué soit renouvelé plutôt que de les minimiser. L'absence de sanctions ou de récompenses à la production empêche par ailleurs la motivation du personnel.
Une autre des critiques les plus sévères vient des théoriciens du choix public selon lesquels l'État, ou plutôt ses dirigeants, ont leurs propres intérêts particuliers qui divergent de l'intérêt général. Selon cette théorie, l'homme politique effectue des raisonnements économiques visant à maximiser son intérêt personnel : son but est alors de promouvoir davantage sa réélection que l'intérêt général. La croissance des dépenses de l'État est alors due au besoin des politiques de satisfaire nombre de minorités et de groupes de pression afin de garantir leur réélection. Les politiciens ont alors intérêt à multiplier les commandes d'État et les formes de redistributions. Le comportement des fonctionnaires peut être analysé en des termes semblables : à savoir que comme tout agent économique, ils cherchent à maximiser leur intérêt personnel et déguisent leurs revendications individuelles en quête de l'intérêt général.
Cette approche est comparable à celle de Joseph Schumpeter (Capitalisme, socialisme et démocratie, 1942), pour qui le capitalisme conduit à la démocratisation des mœurs qui entraîne les aspirations égalitaristes, à la concentration de la production qui suscite la désapprobation des citoyens et des intellectuels, à la limitation du pouvoir de la bourgeoisie qui doit confier la gestion des entreprises à la bureaucratie ; cette évolution a été théorisée dans l'œuvre principale de John Kenneth Galbraith, Le Nouvel État industriel en 1967 qui dépeint la montée de la technostructure. Il permet la massification de l'éducation et provoque la naissance d'une importante classe d'intellectuels insatisfaits. Selon Schumpeter, tous ces phénomènes conduisent vers la socialisation de l'économie et, à son regret, au recul du capitalisme libéral.

### Renouvellement des arguments en faveur de l'État-providence

#### Réforme plutôt que suppression
Pourtant, l'objectif de protection sociale à travers l'État est majoritairement — sinon unanimement — défendu par les politiques français. Pierre Rosanvallon, auteur de La Crise de l'État-providence en 1981, écrit dans La nouvelle question sociale : « L'idéologie de l'État ultraminimal est passée de mode. Tout le monde reconnaît désormais le rôle incontournable de l'État-providence pour maintenir la cohésion sociale. L'important est maintenant de le repenser de sorte qu'il puisse continuer à jouer positivement son rôle ».
- Les uns proposent des aménagements pour répondre à de nouvelles priorités :

Instauration d'un revenu universel ou en France revenu de solidarité active promu par Martin Hirsch ;
Instauration d'un cinquième pilier : la « Sécurité sociale professionnelle » ;
Refondation des systèmes de redistribution pour les rendre plus efficaces en agissant davantage sur les contextes créateurs d'inégalités selon la proposition de Thomas Piketty ;
Primauté donnée aux politiques de prévention pour réduire les coûts d'intervention et nouvel équilibre entre les interventions de l'État et celles des associations et de l'économie sociale. Voir la notion d'éthique de la sollicitude ou d'état accompagnant proposé par Serge Guérin ;
- Les autres font valoir qu'une redéfinition du partage entre initiative privée et initiative publique serait inévitable pour venir à bout de la réforme du financement, avec à la clé :

la mise en place d'un véritable workfare (remplacement des prestations inconditionnelles par des prestations assorties de conditions) ;
L'élargissement des modèles de prévoyance privatifs (formules financées par les ayants droit sous forme de capitalisation).

#### Rôle d'amortisseur de l'État-providence en période de crise
Pour de nombreux économistes, il apparait que l'État-providence joue un rôle d'amortisseur dans la résistance d'une économie aux chocs conjoncturels voire aux crises importantes comme celle enregistrée depuis 2008. Ainsi en France selon Laurent Davezies Comparée aux autres grands pays industriels, la France a été plutôt épargnée par la crise :
- « Selon l'OCDE, entre 2007 et 2009, le PIB français a baissé de 2,5 % alors qu'en moyenne les 34 pays de l'OCDE ont connu un recul de 3,1 % »
- « Alors que le PIB a traversé un trou d'air, le choc sur l'emploi a été en partie amorti, même si ce rôle d'amortisseur est 2,5 fois moins puissant que durant la période 1992–1993 »[107].
- « Ce contraste est encore plus net s'agissant du revenu des ménages et de la consommation. À aucun moment durant ces deux années, le revenu et la consommation des Français n'ont baissé. Le RDB (revenu disponible brut selon l'INSEE) a progressé de 2,2 % et le revenu par habitant de 1,1 % : […] Le plus gros de cette consommation supplémentaire est le fait des administrations publiques (+10 milliards d'euros constants en base 2005) plutôt que des ménages (+ 3,5 milliards) »

Plusieurs « boucliers » ont simultanément protégé la France de la crise ou du moins limité les dégâts. Mais ils ont joué inégalement et de façon asymétrique sur les territoires : à partir de l'évolution des 300 zones d'emploi françaises, Laurent Davezies décrit les « 4 France » qui se dessinent, qui ont des trajectoires économiques distinctes et à terme sont confrontées à des défis contrastés.

### État-providence menacé

#### État-providence miné par la Dette?
L'effet amortisseur de l'État-providence - même inégal en ce qui concerne la répartition de ses effets sur le territoire - pourrait être fortement mis à mal par l'effet de la dette. Depuis l'émergence à l'été 2011 de la crise dite des « dettes souveraines », il apparaît que ce qui nous a protégé pourrait désormais nous menacer.
- « Les puissants mécanismes de cohésion et d'amortisseur qui ont joué jusqu'à aujourd'hui ne sont-ils pas désormais à classer parmi les facteurs de la crise à venir ? »[109]

« L'endettement public n'est pas en soi une erreur […], mais quand l'emprunt public ne sert plus à l'investissement ou à la relance et ne fait que combler les déficits courants, il devient un problème. […] Les montants débloqués par le déficit annuel des comptes publics et sociaux de l'ordre de 80 à 100 milliards d'euros (4 à 5 points de PIB) ne permettent même pas de relancer une croissance anémiée, alors que les annuités de la dette publique coûtent chaque année l'équivalent de points de PIB et que la balance commerciale accuse un déficit de l'ordre de 3 points. »

#### État-providence mis en échec par la mondialisation?
Par ailleurs, de nombreux auteurs pensent que la mondialisation a durablement réduit la capacité de l'État à jouer un rôle actif dans la croissance économique, et ce pour plusieurs raisons :
1. L'action « sociale » de l'État induit une consommation supplémentaire. Or dans un contexte de plus en plus marqué par le libre-échange international cette demande accrue est susceptible d'accroître les importations de produits étrangers et de déstabiliser la balance des paiements.
2. Le risque d'inflation inhérent aux politiques de relance économique et de lutte contre le chômage est néfaste pour la compétitivité mondiale des entreprises nationales, car elle entraîne une hausse des coûts salariaux et des consommations intermédiaires.
3. Le dumping social pratiqué par les pays émergents constitue une concurrence croissante menaçant les systèmes de protection sociale des pays riches. Plus globalement, la mondialisation des échanges et de l'information permet aux acteurs économiques de comparer le coût du travail et de mettre en concurrence les différents espaces afin de réduire les coûts et répondre aux pressions de la concurrence et des consommateurs occidentaux réclamant des baisses de prix.

Face à ces arguments politiques, certains économistes estiment que la mondialisation n'est pas coupable. C'est notamment l'analyse de Daniel Cohen dans Richesse du monde, pauvreté des nations (1997) selon lequel les critiques adressées à la mondialisation ont pour but de cacher la contrainte essentielle qui est celle de la dette publique, ou encore le rejet tacite de l'État-providence par une société où les baisses d'impôts sont désormais mieux accueillies que les politiques sociales.

#### Sélection de références sur les points de vue évoqués
- Remise en cause de l'État-providence :
  - Pierre Rosanvallon, La crise de l'État-providence, 1981.
- Analyse marxiste de l'État-providence :
  - Michel Aglietta, Régulation et crises du capitalisme, 1976.
  - Paul Boccara, Études sur le capitalisme monopoliste d'État, sa crise et son issue, 1973.
- Rôle de l'État dans la réparation des externalités de l'économie :
  - W.J. Baumol, Welfare Economics and the Theory of the State, 1967.
- Bureaucratie :
  - Friedrich Hayek, La Constitution de la liberté, 1960.
- Marché politique :
  - James M. Buchanan et Gordon Tullock, The Calculus of Consent, 1962.
- Rôle de l'État dans la théorie libérale :
  - Adam Smith, Recherches sur la nature et les causes de la richesse des nations, 1776.
  - Friedrich Hayek, La Route de la servitude, 1946.
- Théorie de Keynes :
  - John Maynard Keynes, Théorie générale de l'emploi, de l'intérêt et de la monnaie, 1936.
- Justice sociale :
  - John Rawls, Théorie de la justice, 1971.
  - Friedrich Hayek, Droit, législation et liberté, 1973–1979.
  - Vilfredo Pareto, Manuel d'économie politique, 1906.
- De l'Utilitarisme :
  - John Stuart Mill, L'Utilitarisme, 1861.